# 紫翅椋鸟
紫翅椋鸟（又名欧洲八哥、紫翅椋鳥）为椋鸟科椋鸟属的鸟类，俗名黑斑、亚洲椋鸟。分布於欧洲、伊朗、伊拉克、尼泊尔、印度、北美以及中国大陆的新疆、青海、甘肃、宁夏、西藏、河北、山东、福建、广东等地，主要生活於绿洲树丛间，营巢于树洞中。该物种的模式产地在瑞典。
國際自然保護聯盟物種存續委員會的入侵物種專家小組（ISSG）列為世界百大外來入侵種。

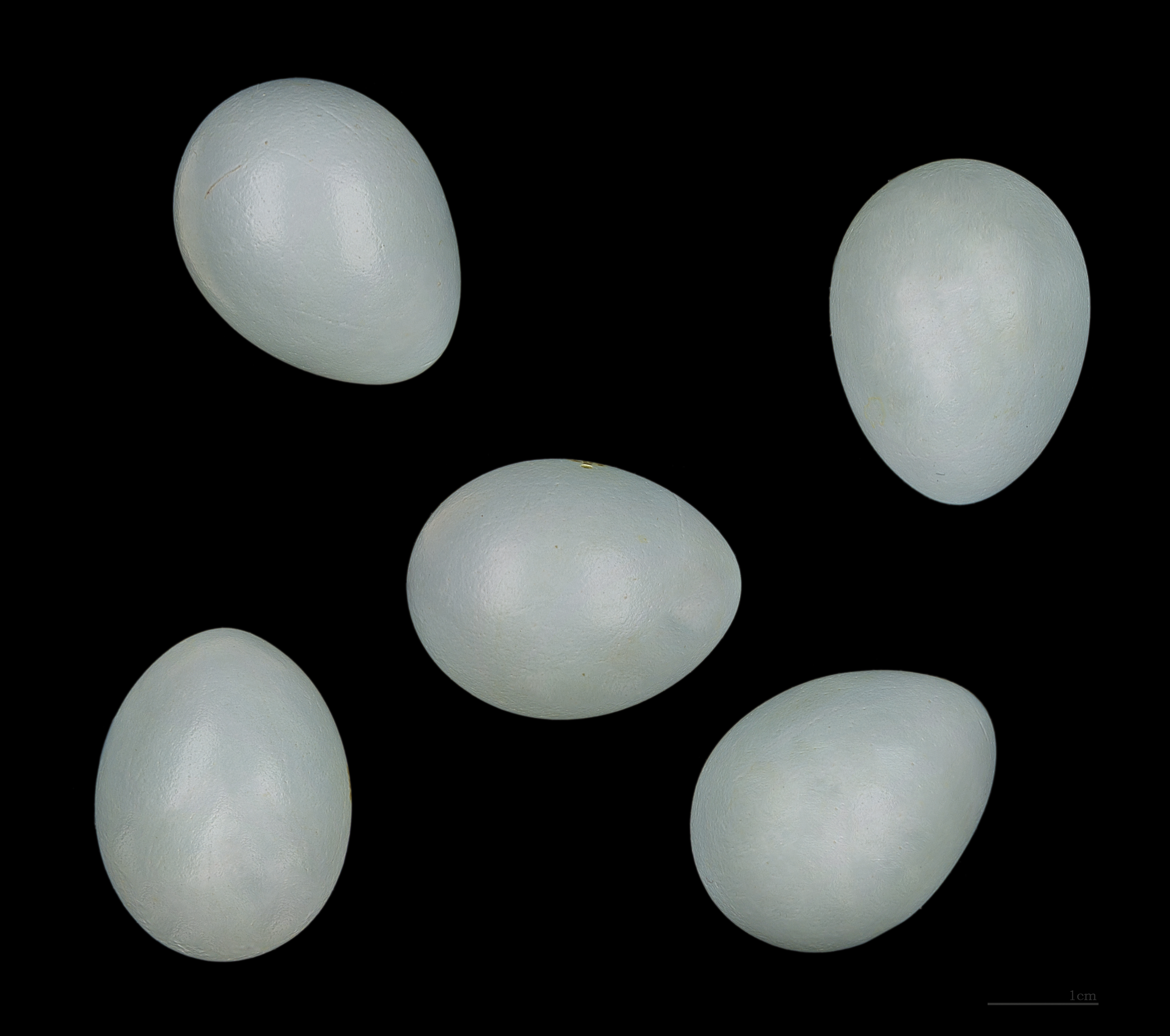
Sturnus vulgaris

歐洲椋鳥（Sturnus vulgaris），在北美洲也被稱為歐洲椋鳥，在大不列顛和愛爾蘭簡稱為椋鳥，是一種中型雀形目鳥類，屬於椋鳥科Sturnidae。牠約長20 cm（8英寸），擁有帶有金屬光澤的黑色羽毛，有時會帶有白色斑點。牠的腿是粉紅色的，冬季時喙是黑色，夏季時喙則為黃色；幼鳥的羽毛比成鳥更為棕色。這種鳥非常嘈雜，尤其在集體棲息時或在其他群居情況下，牠的叫聲不悅耳但變化多樣。牠的模仿天賦在文學中被提及，包括《馬比諾吉昂》以及老普林尼和威廉·莎士比亞的作品中。
歐洲椋鳥有大約12個亞種，在其原生分布範圍內的開放棲地繁殖，這些地區包括溫帶歐洲以及古北界，一直延伸到蒙古西部。牠已被引入作為入侵物種到澳大利亞、紐西蘭、加拿大、美國、墨西哥、阿根廷、南非及斐濟。 這種鳥在西歐、南歐和西南亞是留鳥，而東北地區的族群則在冬季向南和向西遷徙，範圍包括其繁殖地區以及更南的伊比利亞半島和北非。歐洲椋鳥會在天然或人工洞穴中築建凌亂的鳥巢，通常會產下四到五顆光滑的淺藍色卵。卵需兩週孵化，雛鳥在孵化後三週才會離巢。每年通常有一到兩次繁殖。這種鳥是雜食性動物，食物範圍廣泛，包括各種無脊椎動物，以及種子和水果。牠們會被各種哺乳動物和猛禽捕獵，並且寄生多種外部和內部寄生蟲。
這種鳥類的巨大群體對農業有利，因為牠們能控制無脊椎害蟲；然而，當牠們進食水果和萌芽作物時，椋鳥本身也可能成為害鳥。歐洲椋鳥還可能因其大型城市棲地引起的噪音和垃圾問題而成為麻煩。尤其是引入的族群曾被採取多種控制措施，包括撲殺，但這些措施成效有限，除了阻止西澳大利亞的殖民。
自1980年代以來，北歐和西歐的部分地區歐洲椋鳥數量有所下降，這是由於草原無脊椎動物數量減少，導致雛鳥的食物不足。儘管如此，由於其全球總體數量巨大，並未顯著下降，因此國際自然保護聯盟將歐洲椋鳥評為無危物種。

## 分類與系統學
歐洲椋鳥最早由卡爾·林奈於1758年在其《自然系統》中根據現行雙名法首次描述。 Sturnus 和 vulgaris 分別源自拉丁語，意思是「椋鳥」和「普通的」。古英語、後來的，以及拉丁語，皆源自未知的原始印歐語根源，可追溯到公元前二千年的某個時期。「Starling」一詞首次記錄於11世紀，當時它指的是該物種的幼鳥，但到16世紀時已基本取代了「stare」這一詞，指代所有年齡的椋鳥。 舊名在威廉·巴特勒·葉芝的詩《我窗邊的椋鳥巢》中有所提及。國際鳥類學大會所首選的英語名稱為「common starling」。
椋鳥科是完全舊世界的群體，除了引入的族群外，物種數量最多的是在東南亞和撒哈拉以南非洲。 椋鳥屬是多系群，其成員之間的關係尚未完全解決。歐洲椋鳥的最親近親屬是純色椋鳥。 非遷徙的純色椋鳥可能是來自歐洲椋鳥祖先的族群，這些族群在冰河時期退縮期間在伊比利亞半島的庇護所中生存下來。線粒體基因研究顯示，純色椋鳥可被視為歐洲椋鳥的亞種。歐洲椋鳥族群之間的基因變異比指名亞種歐洲椋鳥與純色椋鳥之間的變異更大。 雖然歐洲椋鳥的遺骸已知來自中更新世， 但在解決椋鳥科成員之間的關係時，問題之一是該科整體化石記錄的匱乏。

### 亞種
歐洲椋鳥有數個亞種，牠們在成鳥羽毛的尺寸和色調上呈現地域漸變性變化。由於地理範圍內的漸進變化和廣泛的混交，不同權威對各亞種的接受度有所不同。

亞種
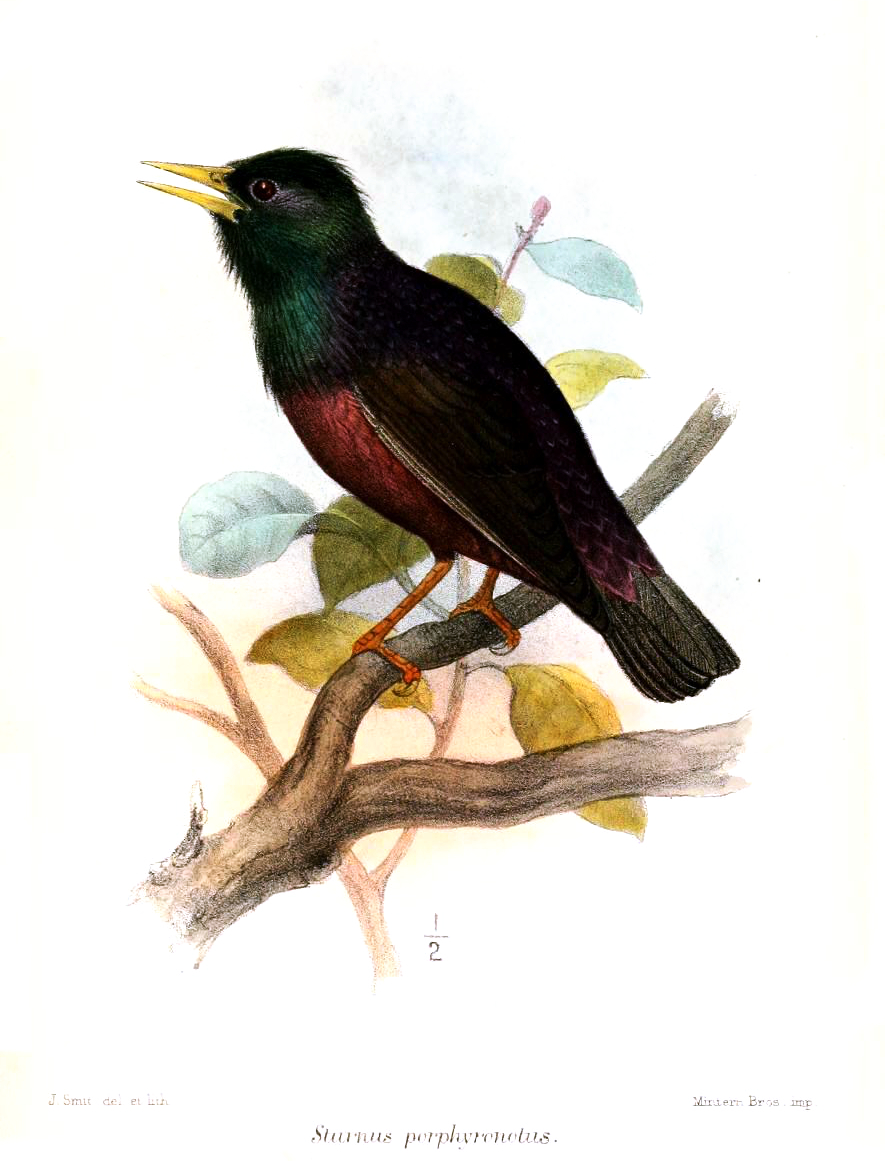
S. v. porphyronotus
S. v. tauricus於烏克蘭
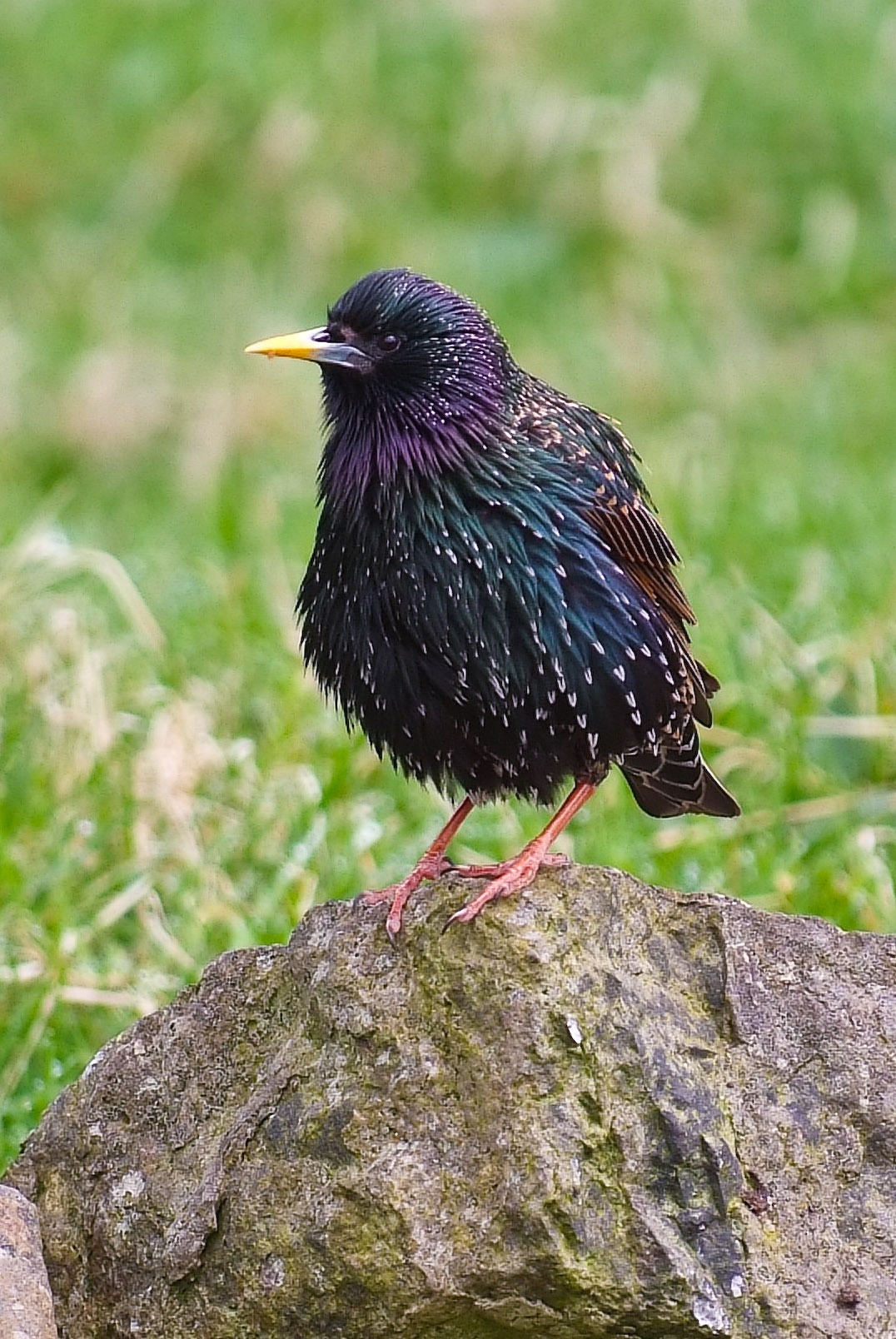
S. v. faroensis於法羅群島
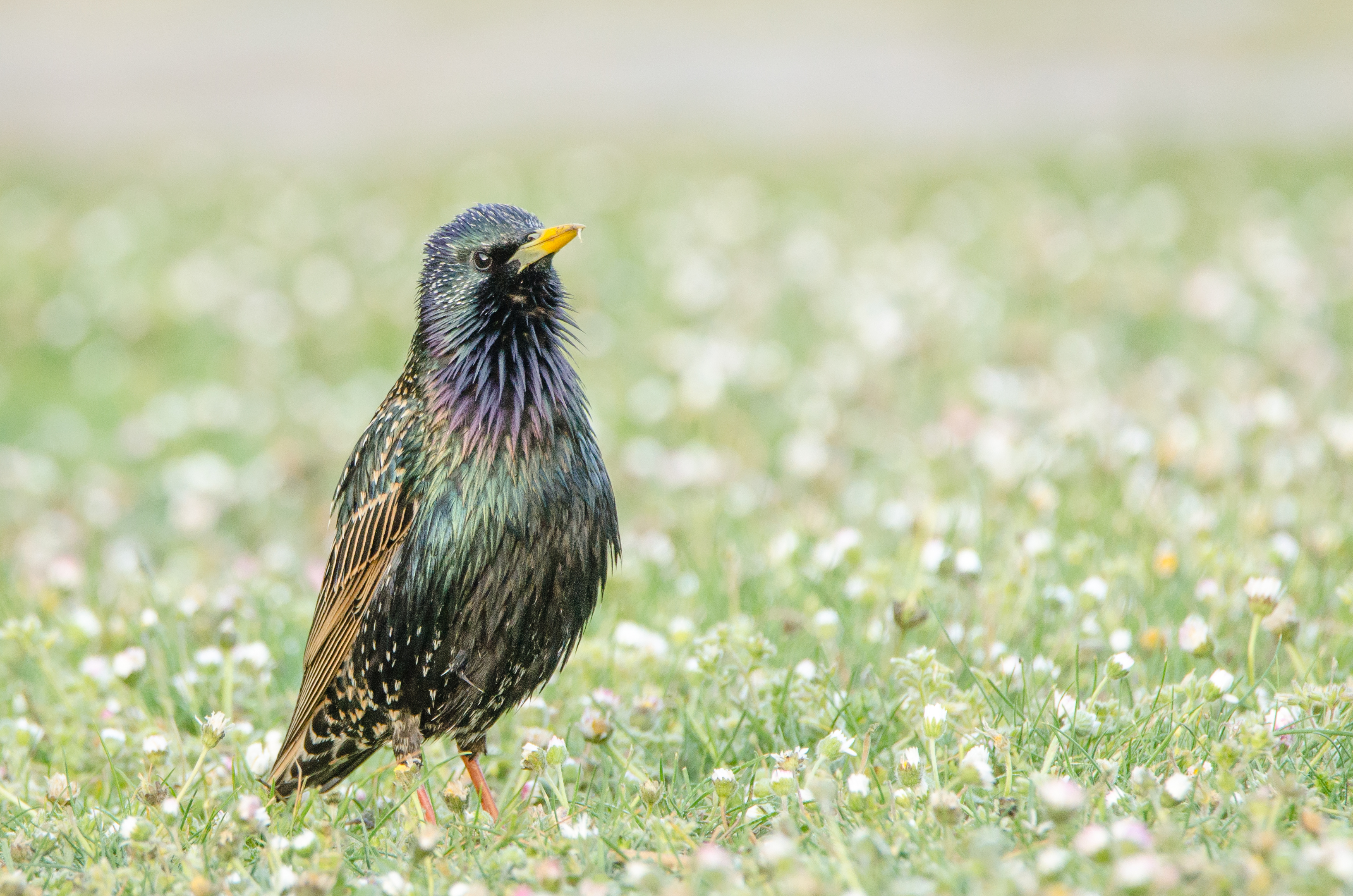
S. v. vulgaris於德國

| 亞種                | 權威              | 分布範圍                                                                                           | 備註 |
| ------------------- | ----------------- | -------------------------------------------------------------------------------------------------- | --- |
| S. v. vulgaris      | 林奈，1758        | 大部分歐洲，除最西北和最東南地區；亦分布於冰島和加那利群島。被引入北美洲。                         | 指名亞種。 |
| S. v. faroensis     | 菲爾登，1872      | 法羅群島                                                                                           | 比指名亞種稍大，特別是喙和腳。成鳥羽毛顏色較深且較黯淡，綠色光澤減少，斑點較少，即使在新羽毛中也如此。幼鳥為黑灰色，頦部及腹部有白色斑點；喉部帶有黑色斑點。 |
| S. v. zetlandicus   | 哈特特, EJO，1918 | 設德蘭群島                                                                                         | 類似faroensis，但尺寸介於該亞種與vulgaris之間。費爾島、聖基爾達及外赫布里底群島的鳥類在此亞種和指名亞種之間呈中間型，其分類隨不同權威而異。                  |
| S. v. granti        | 哈特特，EJO，1903 | 亞速爾群島                                                                                         | 與指名亞種相似，但體型較小，特別是腳。上半身經常帶有強烈的紫色光澤。                                                                                         |
| S. v. poltaratskyi  | 芬施，1878        | 東部巴什科爾托斯坦向東穿越烏拉山脈及西伯利亞中部，直至貝加爾湖和蒙古西部                           | 與指名亞種相似，但頭部主要帶紫色光澤，背部為綠色，側面通常帶紫藍色，上翼覆羽為藍綠色。飛行時，翼下覆羽和腋羽邊緣有顯著的淡肉桂色。                           |
| S. v. tauricus      | 布圖林，1904      | 從克里米亞及第聶伯河以東，繞過黑海海岸延伸至小亞細亞西部。不在高地出現，該地區由purpurascens取代。 | 與指名亞種相似，但翅膀顯著較長。頭部的光澤為綠色，身體則為青銅紫色，側面和上翼覆羽帶有青銅綠色。翅膀下方為黑色，覆羽帶有淡色邊緣。繁殖羽幾乎無斑點。         |
| S. v. purpurascens  | 古爾德，1868      | 土耳其東部至第比利斯及塞凡湖，於黑海東岸的高地，取代tauricus                                       | 與指名亞種相似，但翅膀較長，綠色光澤僅限於耳覆羽、頸部和上胸部。其他地方為紫色光澤，除了側面和上翼覆羽上有更多的青銅色。翅膀下方為深色，覆羽邊緣有細白邊。   |
| S. v. caucasicus    | 洛倫茲，1887      | 伏爾加河三角洲，經過高加索東部及相鄰地區                                                           | 頭部和背部帶綠色光澤，頸部和腹部帶紫色光澤，上翼覆羽則更偏藍色。翅膀下方類似purpurascens。                                                                   |
| S. v. porphyronotus | 夏普，1888        | 中亞西部，過渡至poltaratskyi之間，位於阿拉套山和阿爾泰山脈                                         | 與tauricus非常相似，但體型較小，且完全異域分布，與purpurascens、caucasicus和nobilior分隔開來。                                                               |
| S. v. nobilior      | 休姆，1879        | 阿富汗、土庫曼東南部及相鄰的烏茲別克斯坦至伊朗東部                                                 | 與purpurascens相似，但體型較小且翅膀較短；耳覆羽帶紫色光澤，下側和上翼帶有相當紅色的光澤。                                                                   |
| S. v. humii         | 布魯克斯，1876    | 克什米爾至尼泊爾                                                                                   | 體型小；紫色光澤僅限於頸部區域，有時側面到尾覆羽亦有光澤，其餘部分為綠色光澤。有時被歸類於霍奇森命名的indicus。                                              |
| S. v. minor         | 休姆，1873        | 巴基斯坦                                                                                           | 體型小；綠色光澤僅限於頭部及下腹部 |

## 描述

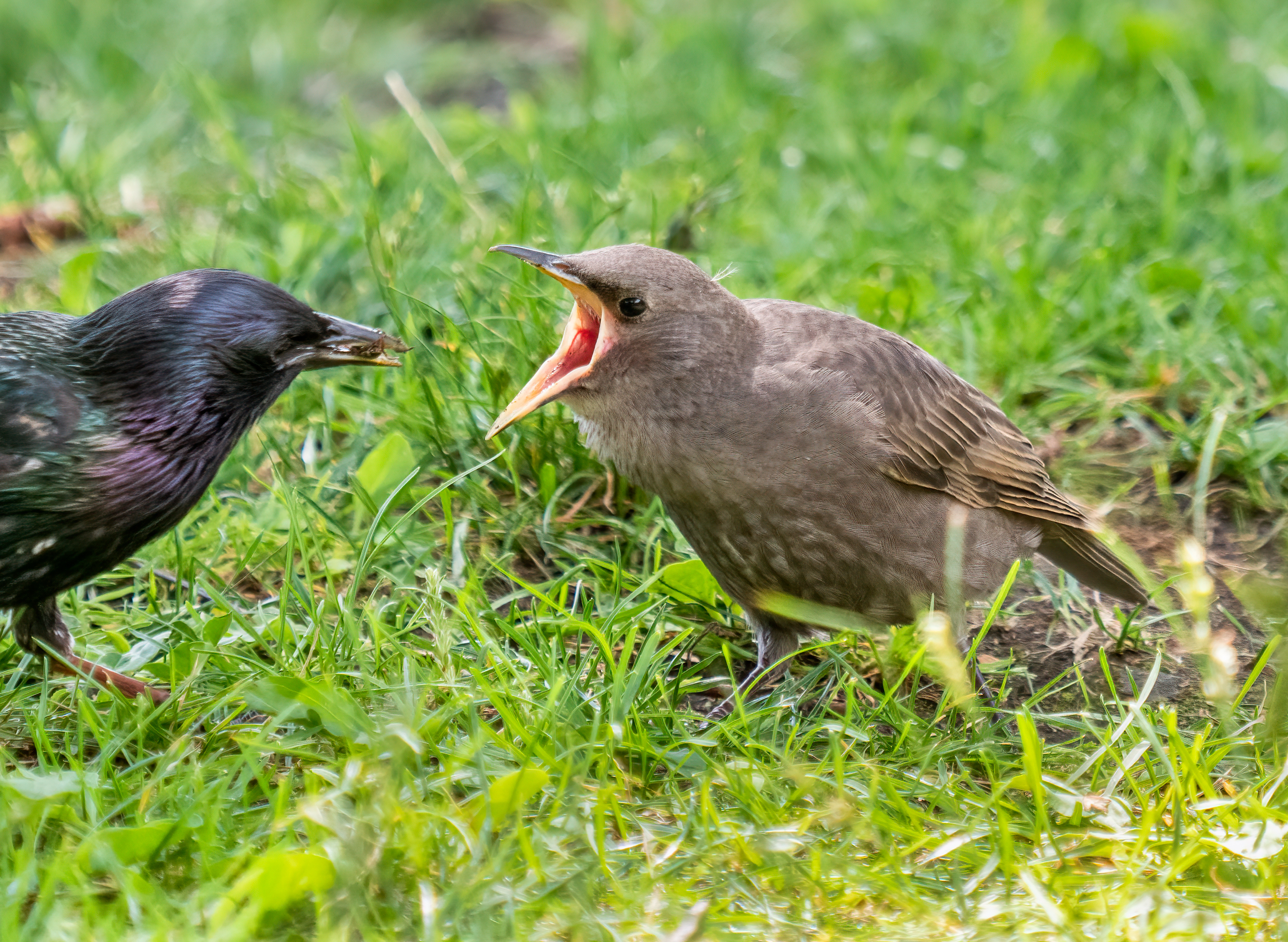
一隻幼鳥在波士頓被成鳥餵食

歐洲椋鳥長19—23 cm（7.5—9.1英寸），翼展31—44 cm（12—17英寸），重量58—101 g（2.0—3.6 oz）。 在標準測量中，翼弦為11.8至13.8 cm（4.6至5.4英寸），尾羽為5.8至6.8 cm（2.3至2.7英寸），喙為2.5至3.2 cm（0.98至1.26英寸），跗骨為2.7至3.2 cm（1.1至1.3英寸）。 它的羽毛呈現帶有紫色或綠色光澤的虹彩黑色，並點綴著白色斑點，特別是在冬季。成年雄性歐洲椋鳥的下半身在一年中的某個時期比雌性少斑點。雄性的喉羽長且鬆散，用於展示，而雌性的喉羽較小且尖細。腿粗壯，顏色介於粉紅色至灰紅色之間。喙狹窄，呈圓錐形，末端尖銳；冬季時，喙為棕黑色，但在夏季，雌性有檸檬黃色的喙，基部為粉紅色，而雄性則是黃色的喙，基部為藍灰色。換羽每年發生一次，通常在繁殖季節結束後的夏末進行；新羽毛在胸部有顯著的白色端部，在翅膀和背部有淡黃色端部，這使鳥看起來有斑點。繁殖季節時斑點減少是由於羽毛的白色端部逐漸磨損所致。幼鳥為灰棕色，第一個冬季後外觀與成鳥相似，但通常保留一些棕色的幼羽，尤其是在頭部。 通常可以根據虹膜的顏色來區分性別，雄性為深褐色，雌性為鼠棕色或灰色。通過估計虹膜與始終黑色的瞳孔之間的對比度，97%的準確率可以辨別性別，如果再考慮喉羽的長度，準確率可達到98%。 歐洲椋鳥在椋鳥和雀形目中都屬於中型鳥類。與其他中型雀形目鳥類（如鶇、擬黃鸝或小型鴉科鳥類）相比，歐洲椋鳥易於區分，其特徵是相對較短的尾巴、銳利的刀片狀喙、圓鼓鼓的身形和強壯而相當大（呈紅褐色）的腿。在飛行時，牠尖銳的翅膀和深色的羽毛極具辨識度，而在地面上，牠奇特的、稍微搖擺的步態也是其特徵之一。其顏色和體型通常能使這種鳥與其他椋鳥區分開來，儘管與之密切相關的純色椋鳥在成鳥繁殖羽中沒有虹彩斑點，這一點可以作為辨識特徵。

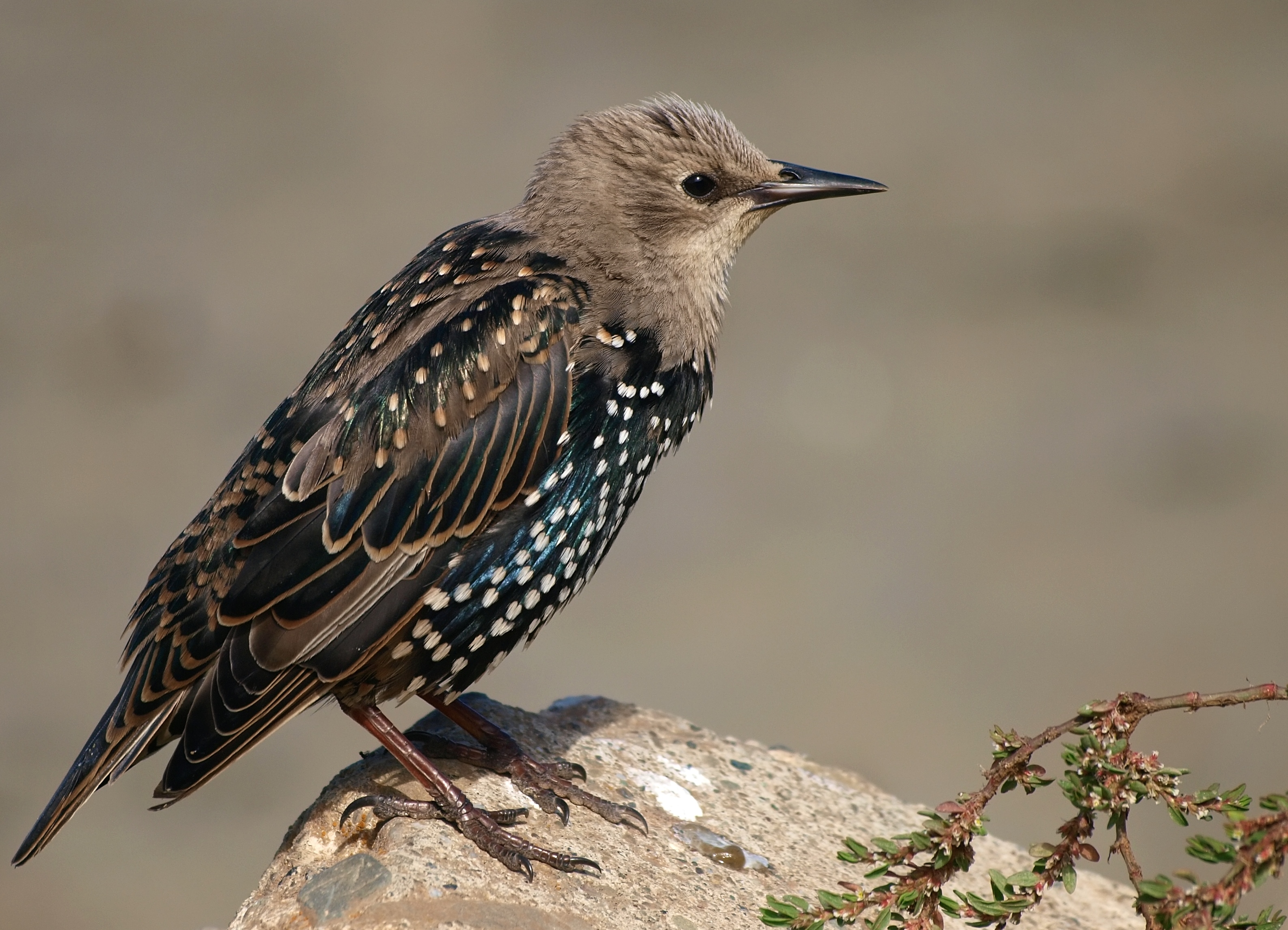
一隻在加州的未成熟鳥。牠已部分換羽進入其第一個冬季的羽毛，但頭部和頸部仍明顯保留幼鳥的棕色羽毛。

像大多數陸地椋鳥一樣，歐洲椋鳥以行走或奔跑的方式移動，而不是跳躍。牠們的飛行非常強勁而直接；三角形的翅膀快速地拍動，鳥類會定期滑行一小段距離而不失去高度，隨後再恢復有力的飛行。當成群飛行時，鳥群幾乎同時起飛，並且一致地轉彎、飛行，形成緊密的群體，或延伸成細長的流線型，然後再次聚集並以協調的方式著陸。 遷徙中的歐洲椋鳥飛行速度可達60—80 km/h（37—50 mph），並可飛行達1,000—1,500 km（620—930 mi）。
多種陸地椋鳥，包括椋鳥屬中的椋鳥，擁有頭骨和肌肉的適應性，用於以探查方式進食。 這種適應在歐洲椋鳥（以及純色椋鳥和灰椋鳥）中發展得最為顯著，牠們的外翼肌肉增強，頭骨狹窄，使眼睛能夠向前移動以便沿著喙的長度向下看。 這種技術涉及將喙插入地面並打開它來搜尋隱藏的食物。歐洲椋鳥具備這種進食技術的身體特徵，這無疑有助於該物種廣泛傳播。
在伊比利亞、西地中海和北非，歐洲椋鳥可能會與密切相關的純色椋鳥混淆，純色椋鳥的羽毛如其名稱所示，顏色更為均勻。近距離觀察時可以看到，純色椋鳥的喉羽更長，尤其在唱歌時尤為明顯。

### 聲音

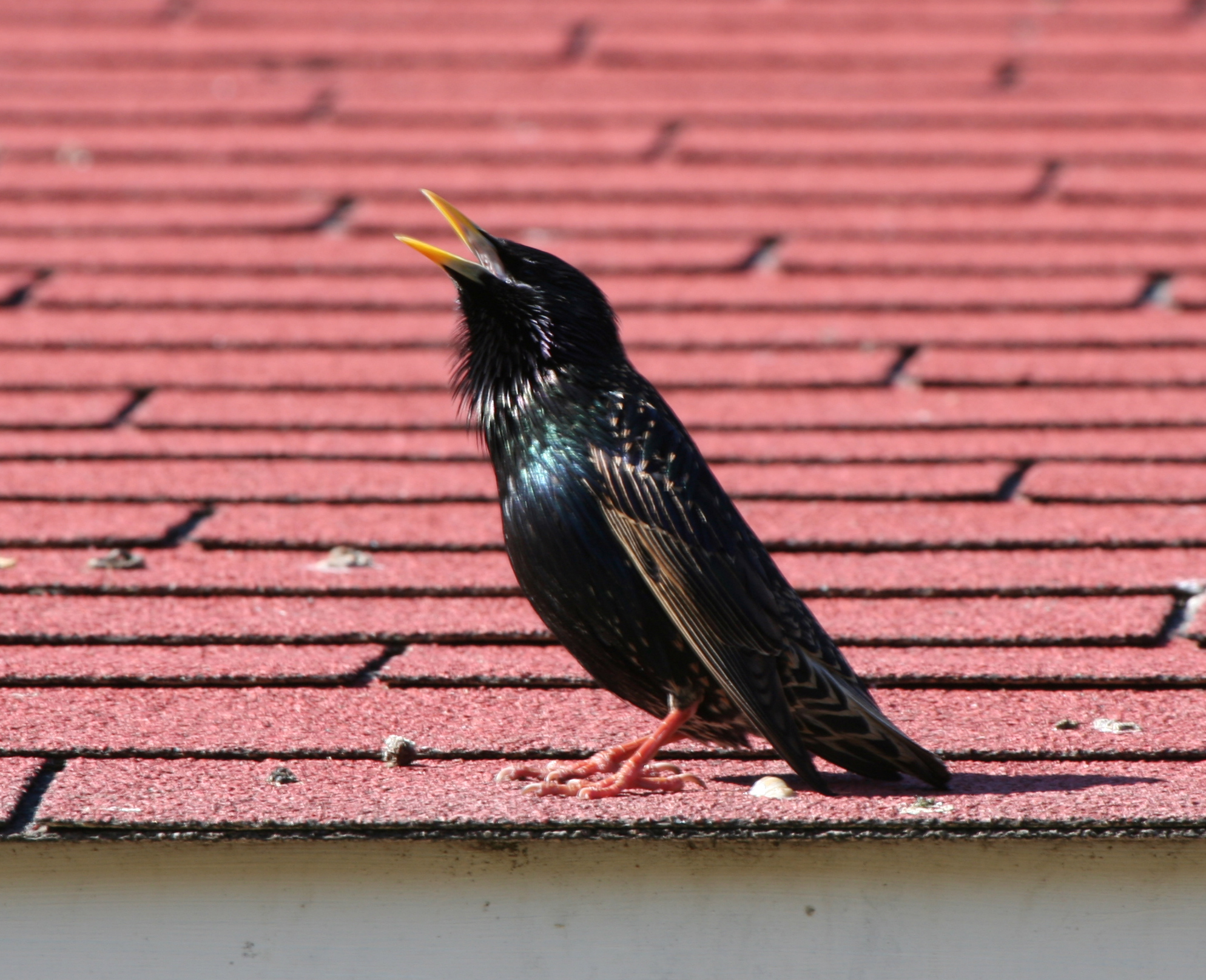
成年雄鳥在唱歌並展示其長喉羽

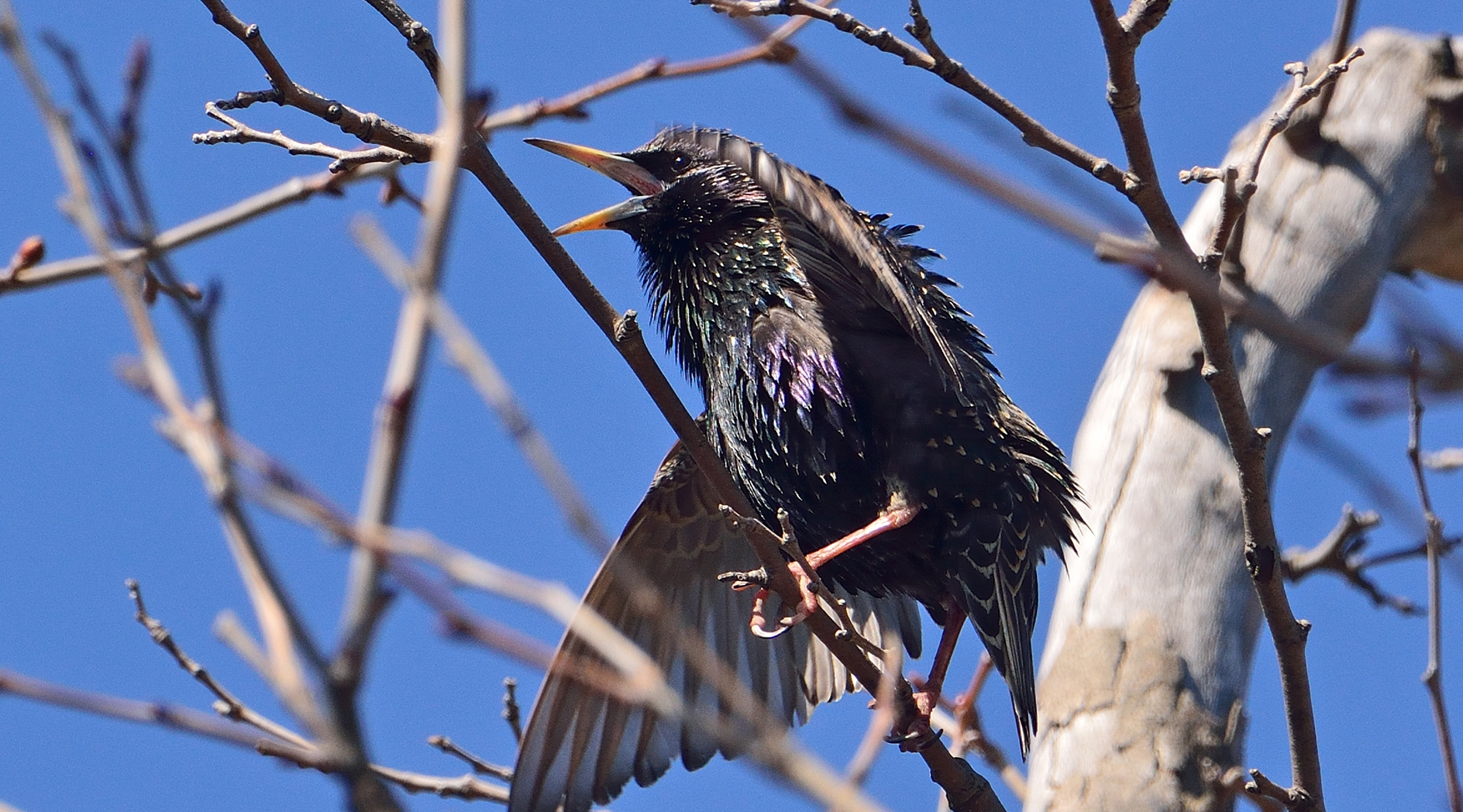
在美國紐約Spring Creek Park唱歌的Sturnus vulgaris

歐洲椋鳥非常嘈雜，牠的鳥類發聲由各種悅耳和機械音組成，這是其聲音儀式的一部分。雄性是主要的歌者，牠會持續唱歌一分鐘或更久。每段通常包括四種歌唱類型，依序接續，沒有停頓。這段歌唱以一系列純音哨聲開始，隨後是主要部分，這部分包含數個變化多端的音序，經常融合其他鳥類的模仿歌聲以及各種自然或人造聲音。聲音結構與簡單性比出現頻率更為重要。有時，一隻野生椋鳥甚至能模仿僅聽過一次的聲音。每段聲音片段會重複數次，然後鳥兒再移至下一段。變化部分之後是數種類型的重複點擊聲，接著是最後的高頻歌唱爆發，這部分由數種不同的聲音組成。每隻鳥都有自己的音樂曲目，其中更熟練的鳥類能擁有多達35種變化的歌唱類型和14種點擊聲。
雄鳥在繁殖期臨近時會不斷地唱歌，而當牠們與伴侶形成配對後，唱歌頻率則會減少。在有雌鳥的情況下，雄鳥有時會飛到牠的巢穴，並在入口處唱歌，似乎在試圖吸引雌鳥進入。年長的鳥類通常有更廣泛的曲目，且那些進行較長時間唱歌和擁有更豐富曲目的雄鳥，比其他鳥類更早吸引到伴侶，並擁有更高的繁殖成功率。雌鳥似乎更偏好歌曲較為複雜的雄鳥，可能是因為這顯示了更多的經驗或長壽。擁有複雜的歌曲在保衛領土和阻止經驗較少的雄鳥侵入時也很有用。
除了頭骨和肌肉的發聲適應，雄性椋鳥的鳴管也比雌性大得多。這是由於增加的肌肉質量和鳴管骨骼元件的擴大，雄性椋鳥的鳴管約比雌性大35%。 然而，這種性別二型性不如其他鳴禽（如斑胸草雀）那麼明顯，後者的雄性鳴管比雌性大100%。
唱歌也會發生在非繁殖季節，全年皆有，除了換羽期之外。主要是雄性唱歌，但雌性偶爾也會唱。這種非繁殖季節的歌唱功能尚未被充分理解。 另有十一種叫聲被描述，包括群體叫聲、威脅叫聲、攻擊叫聲、低吼聲及交配叫聲。 警告叫聲則是一種刺耳的尖叫聲，當歐洲椋鳥在一起覓食時，牠們會不斷爭吵。牠們在棲息和洗澡時也會喋喋不休，製造出大量噪音，可能會對住在附近的人造成困擾。當一群歐洲椋鳥一起飛行時，鳥翼同步運動會發出特有的呼嘯聲，這聲音可以在數百公尺外聽到。

## 行為與生態

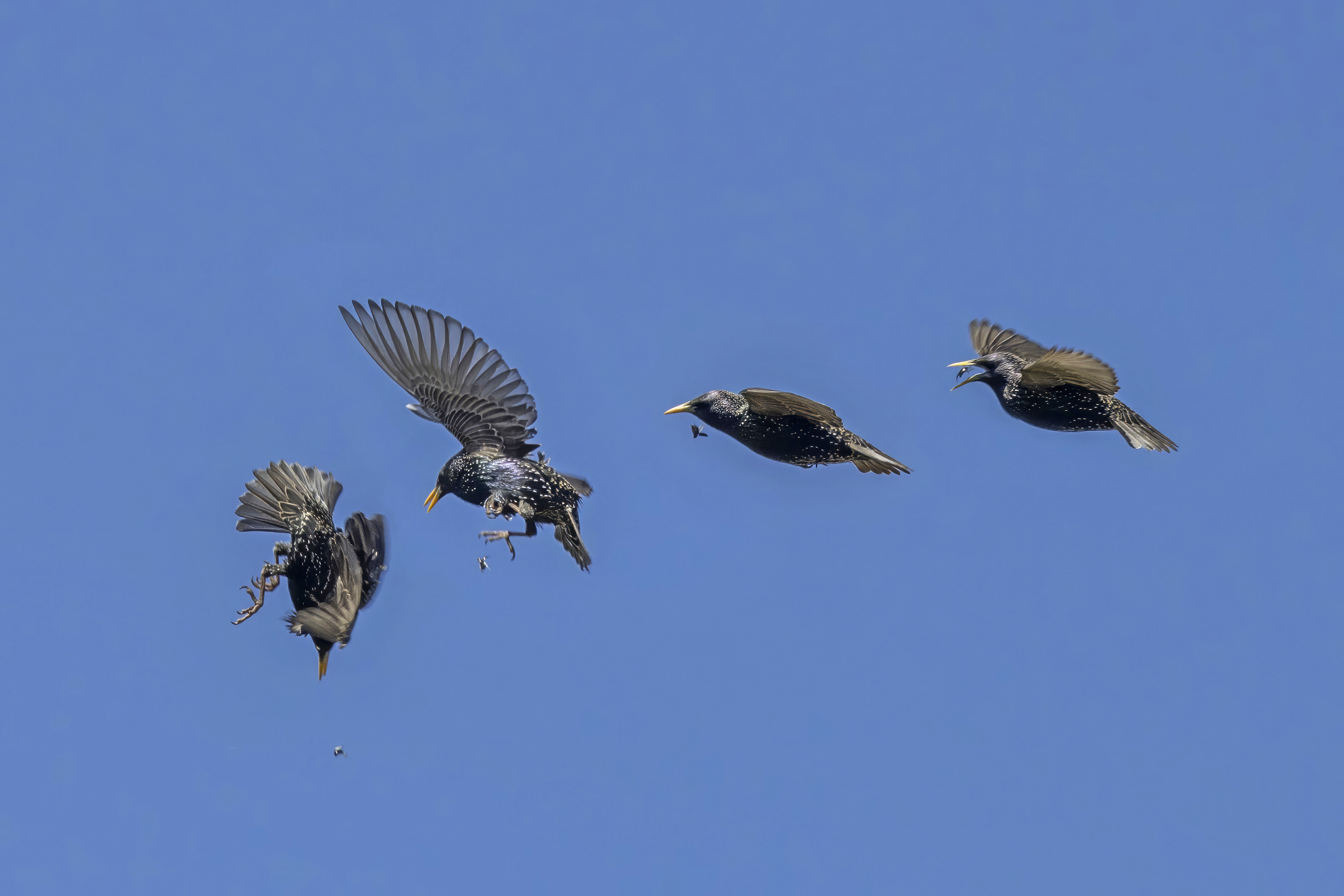
四幅圖的合成，顯示椋鳥丟下一隻昆蟲後再俯衝捕回

歐洲椋鳥是高度群居的物種，尤其在秋冬季節。雖然群體大小變化很大，但接近棲地時，可能會形成巨大的、喧鬧的鳥群（群舞現象）。這些密集的鳥群被認為是對猛禽如遊隼或北雀鷹攻擊的一種防禦。 在飛行中，群體形成緊密的球體狀，不斷擴展、收縮並改變形狀，似乎沒有任何領導者。每隻歐洲椋鳥根據最鄰近的鳥類的動作來改變自己的方向和速度。
在市中心、林地和蘆葦地區，有時會形成高達150萬隻鳥的巨大棲息群，牠們的糞便會引發問題。這些糞便可能堆積至30 cm（12英寸）深，因化學物質的濃度而殺死樹木。在較小的量時，糞便可以作為肥料，因此林地管理者可能會嘗試將棲地從一片林地移到另一片，藉此改善土壤並避免大量有毒物質的堆積。
在丹麥西南部日德蘭半島，可以在日落前觀察到超過一百萬隻歐洲椋鳥的群體，牠們聚集在岑訥和埃斯比約市政區之間的沿海沼澤地上空，這些鳥類於三月集結，直到四月中旬北歐的鳥類飛往其繁殖地。牠們的群體行為在天空中創造出複雜的形狀，這種現象在當地被稱為sort sol（意為「黑太陽」）。 在英國，五千到五萬隻歐洲椋鳥的群體會在冬季中期於日落前聚集，這些群體通常被稱為群舞。

### 覓食

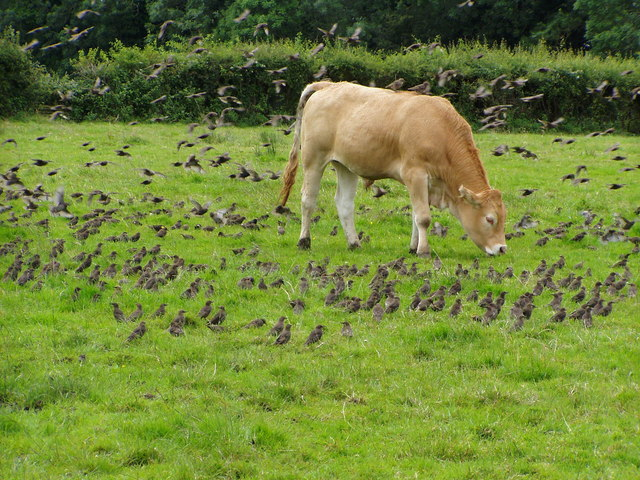
在北愛爾蘭農場覓食的一群椋鳥

歐洲椋鳥主要是食蟲性，捕食害蟲和其他節肢動物。其食物範圍包括蜘蛛、大蚊、蛾、蜉蝣、蜻蜓、豆娘、蝗蟲、蠼螋、草蛉、石蠅、蒼蠅、甲蟲、葉蜂、蜜蜂、黃蜂和螞蟻。牠們會捕食發育階段的成蟲和幼蟲，並且也會吃蚯蚓、蝸牛、小型兩棲類和蜥蜴。 雖然攝取無脊椎動物對成功繁殖至關重要，但歐洲椋鳥是雜食性，也會在有機會時食用穀物、種子、水果、花蜜和廚餘。 椋鳥科與大多數鳥類不同，牠們無法輕易代謝含有高量蔗糖的食物，儘管牠們能夠消化如葡萄和櫻桃等其他水果。 在亞速爾群島的孤立亞種會吃瀕危的紅燕鷗的卵，為了減少歐洲椋鳥對燕鷗繁殖地的影響，當地已開始在春季燕鷗返回前實施撲殺。
歐洲椋鳥有多種獲取食物的方法，但大多數情況下牠們在地面附近覓食，從表面或稍下方捕捉昆蟲。通常，歐洲椋鳥偏好在短草地上覓食，並會與食草動物一起進食，或停棲在動物背上，牠們也會食用哺乳動物的外部寄生蟲。 大群鳥類有時會採取「滾輪式覓食」的方式，後排的鳥類不斷飛到前排，因為那裡的食物機會最好。 群體越大，覓食時個體之間的距離越近。鳥群常常在同一地點覓食一段時間，並且會返回以前成功覓食過的地點。
歐洲椋鳥的覓食行為有三種形式。「探查」是指鳥隨機且反覆將喙插入地面，直到找到昆蟲，並且通常伴隨著張喙動作，這樣鳥可以在土壤中擴大洞口。這種行為最早由康拉德·勞倫茲描述，並用德語稱為zirkeln， 這種技術也用於在塑膠垃圾袋上創造和擴大孔洞。年輕的歐洲椋鳥需要時間來完善這一技術，因此幼鳥的飲食中往往包含較少的昆蟲。 「空中捕食」是直接從空中捕捉飛行中的昆蟲，而「突襲」則是較少見的覓食技術，指鳥向前突進捕捉地面上移動的無脊椎動物。蚯蚓則是從土壤中拉出來的。 如果歐洲椋鳥有一段時間無法接觸到食物，或者可覓食的日光時間減少，牠們會通過增加脂肪來提高體重。

### 築巢

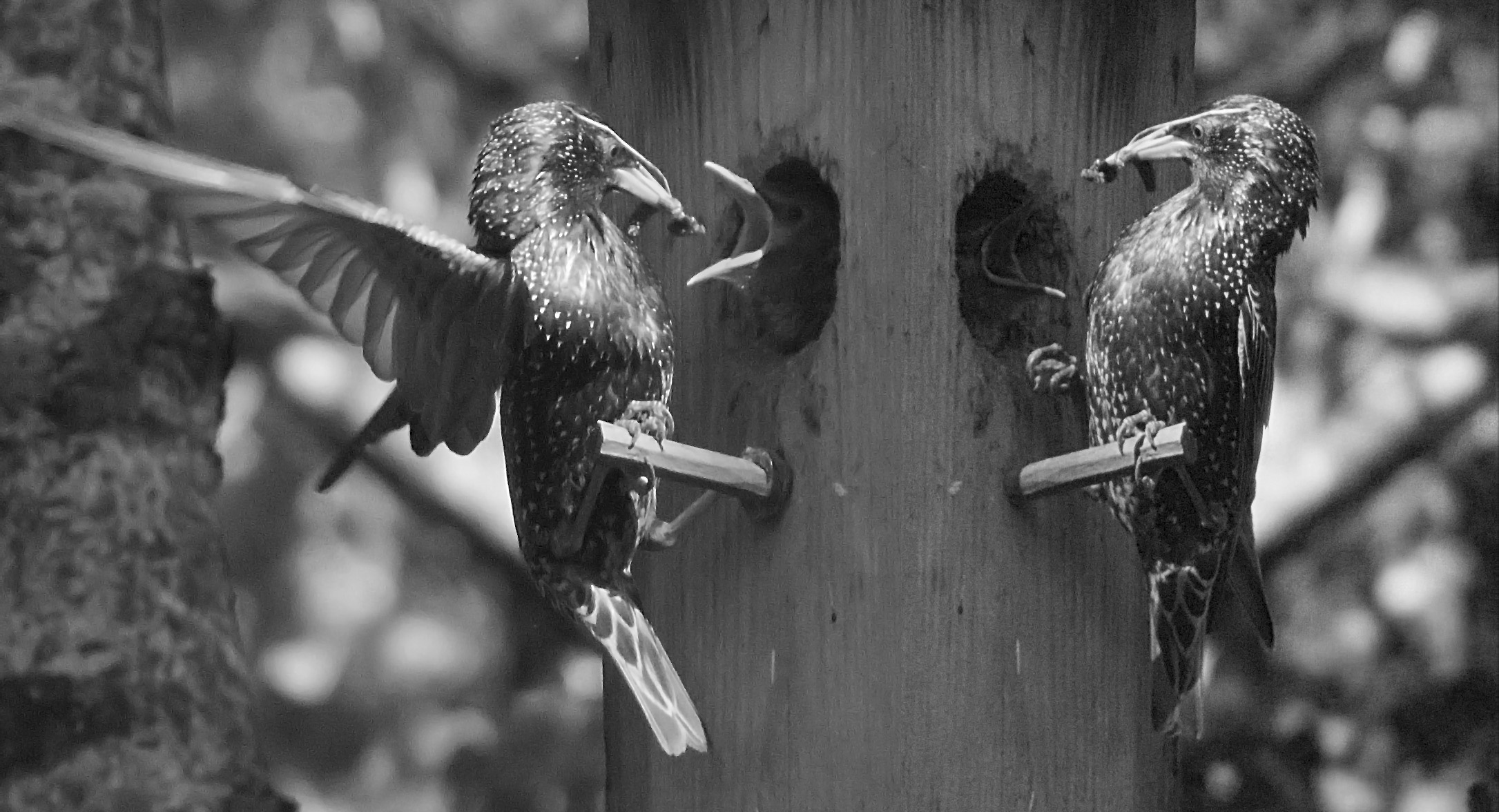
一隻親鳥餵食雛鳥

未配對的雄性椋鳥會找到合適的洞穴並開始築巢，以吸引單身雌鳥，通常會用裝飾品如花卉和新鮮的綠色材料裝飾巢穴，而雌鳥在接受雄鳥作為配偶後，往往會將這些裝飾拆除。 綠色材料的數量並不重要，只要有一些即可，但裝飾材料中是否包含草藥似乎對吸引配偶有重要意義。例如，西洋蓍草等植物的香氣作為嗅覺誘因吸引雌鳥。
雄鳥在大部分築巢過程中不斷唱歌，當雌鳥靠近巢穴時，牠會唱得更賣力。交配後，雄鳥和雌鳥會繼續共同築巢。巢可以在任何類型的洞穴中築成，常見的位置包括空心樹、建築物、樹樁以及人造巢箱。 S. v. zetlandicus通常在懸崖的縫隙和洞穴中繁殖，這是指名亞種很少使用的棲地。 巢通常由稻草、乾草和樹枝構成，內襯由羽毛、羊毛和柔軟的樹葉組成。築巢通常需要四到五天，並可能在孵化期間繼續進行。
歐洲椋鳥既有一夫一妻制，也有一夫多妻制；雖然通常由一雄一雌撫養一窩雛鳥，但有時配偶會有額外的幫手。如果成雙的椋鳥生活在一個群體中，則在同一或鄰近的樹上可能會有其他巢。 雄鳥可能在第一隻雌鳥仍在巢中時與第二隻雌鳥交配。然而，第二個巢的繁殖成功率通常比第一個巢低，而當雄鳥保持一夫一妻制時，繁殖成功率較高。

### 繁殖

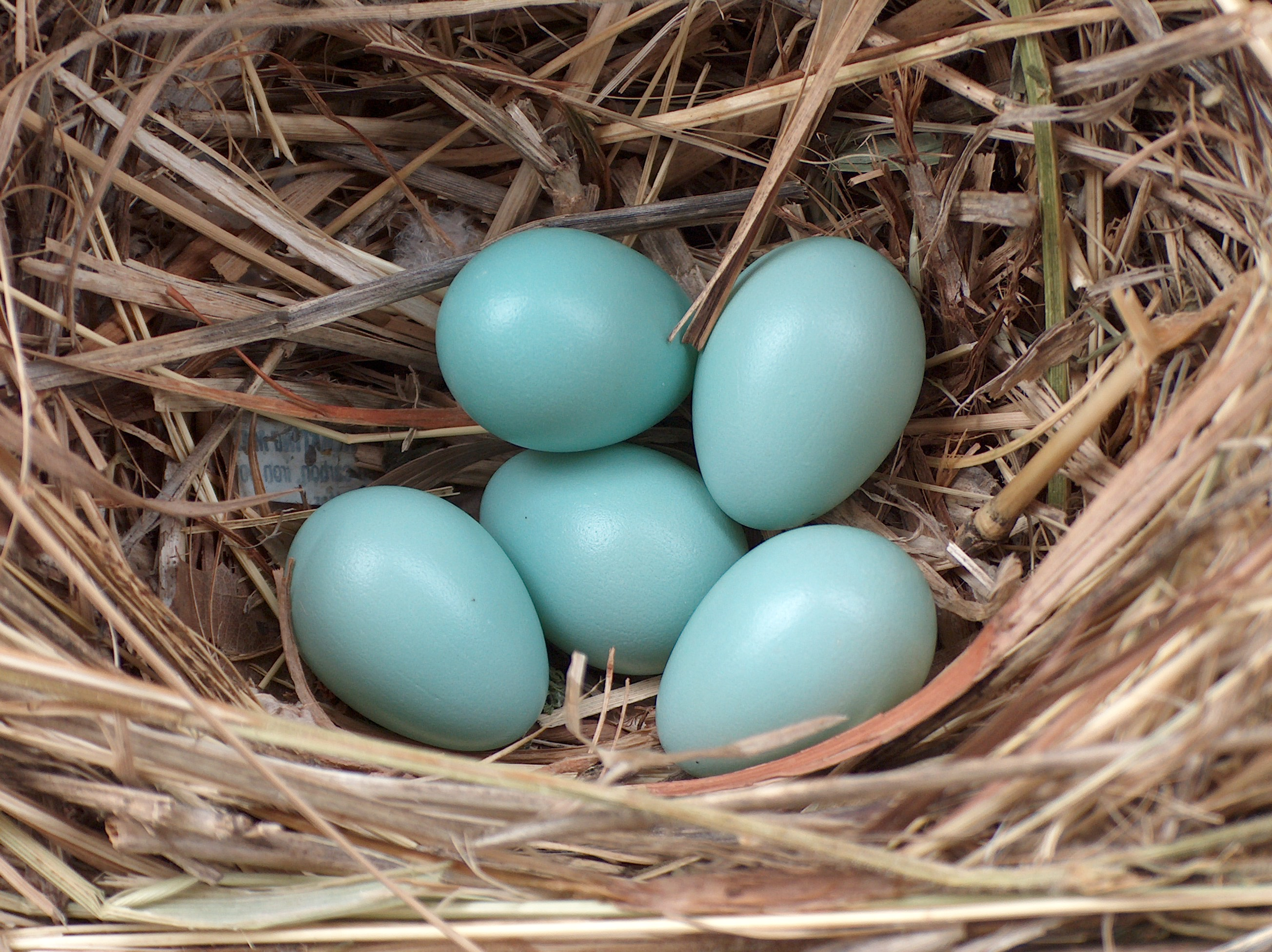
巢中的五顆蛋

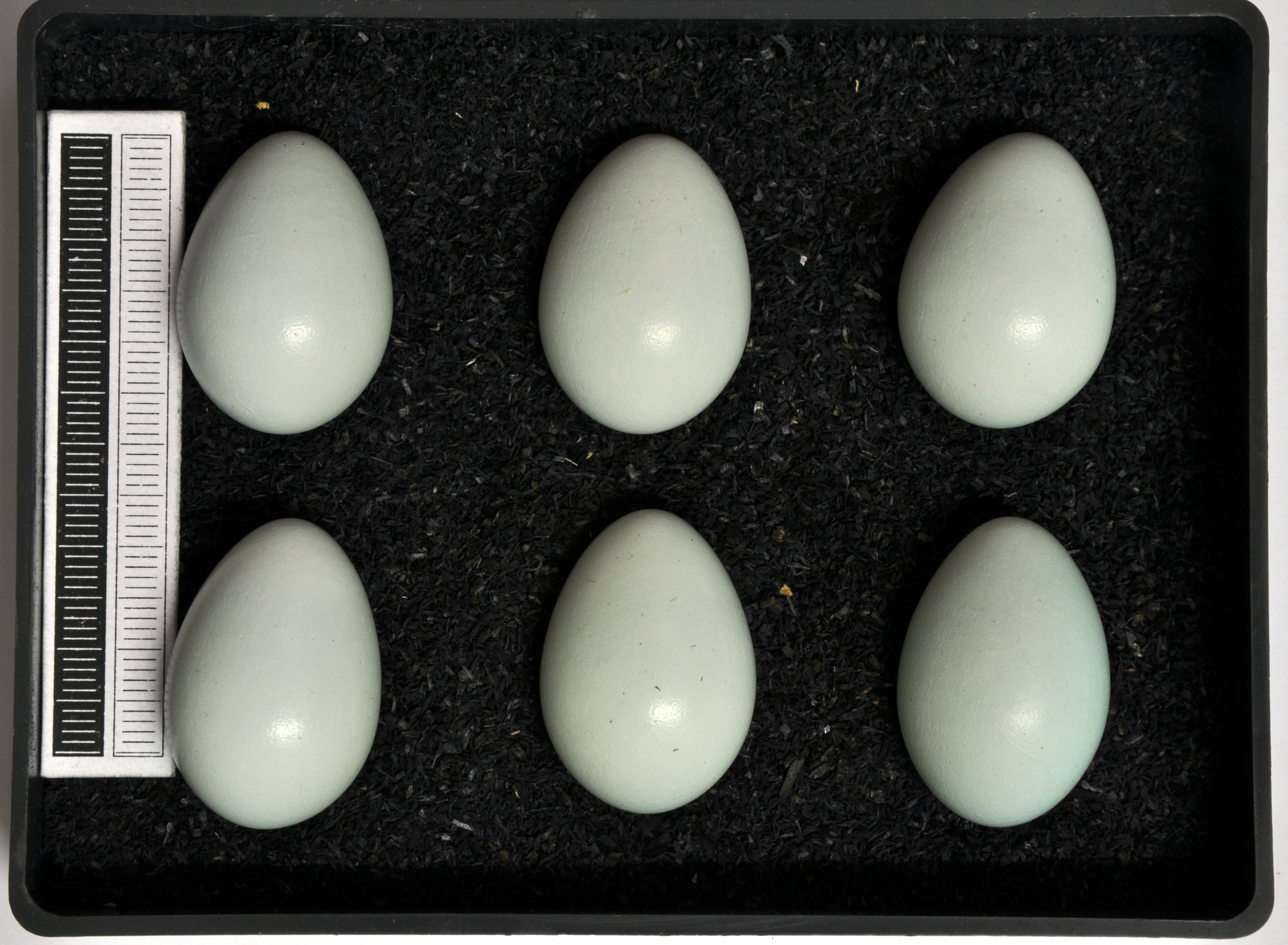
蛋，收藏於德國威斯巴登博物館

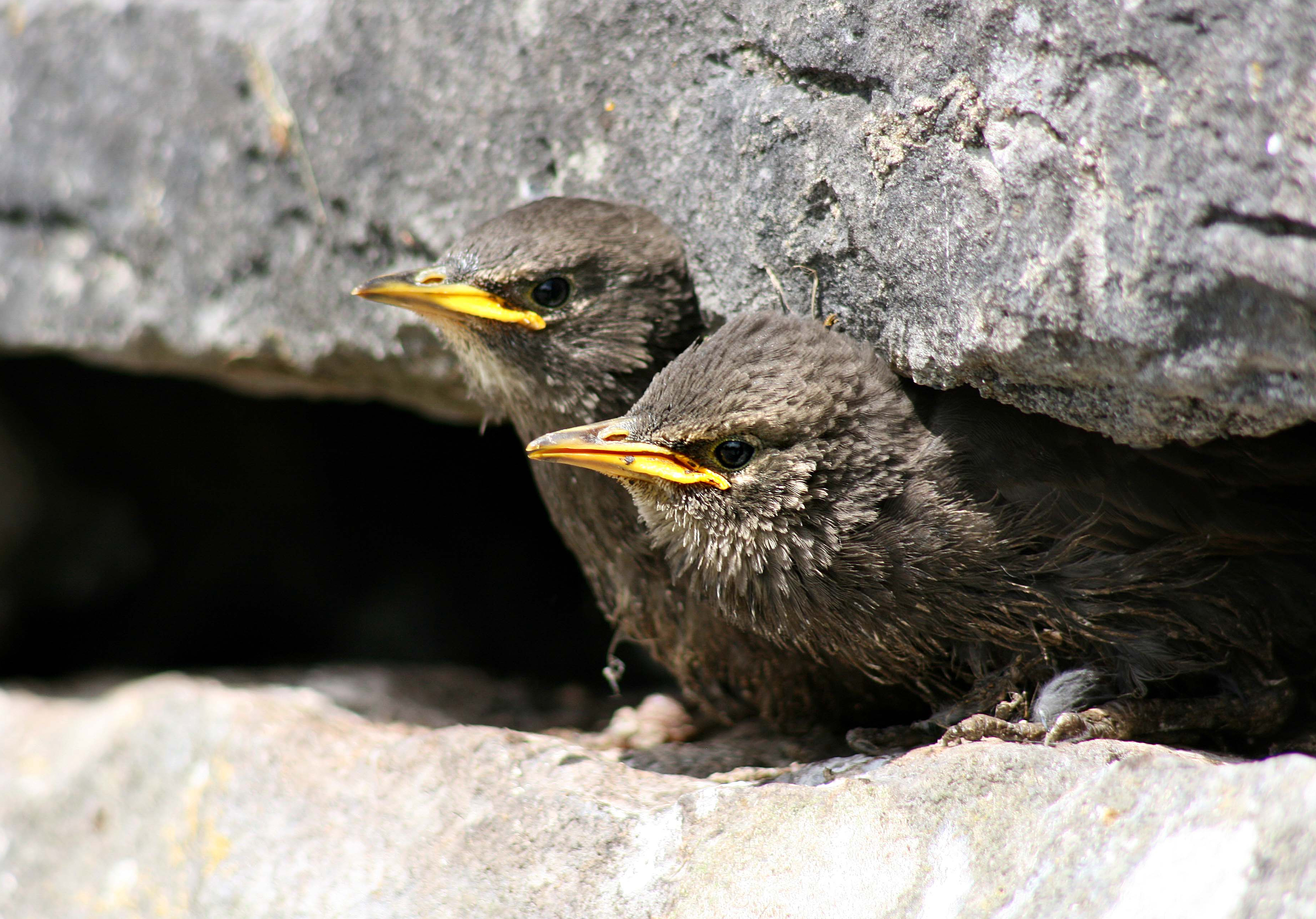
在愛爾蘭戈爾韋，巢穴建在牆縫中，雛鳥等待餵食

繁殖發生在春季和夏季。交配後，雌鳥會在幾天內每天產一顆蛋。如果在這段時間內丟失了一顆蛋，牠會再產一顆以取代它。通常會有四到五顆卵，形狀為卵圓形，顏色呈淺藍色，有時為白色，並且通常有光澤。 蛋的顏色似乎是由於藍色在低光水平下的相對較高可見性進化而來。 蛋的尺寸為長26.5—34.5 mm（1.04—1.36英寸），最大直徑20.0—22.5 mm（0.79—0.89英寸）。
孵化期期持續十三天，然而，最後一顆蛋可能比第一顆晚24小時孵化。雙親共同承擔孵卵責任，但雌鳥孵卵的時間比雄鳥更多，而且在夜晚雄鳥返回集體棲地時，只有雌鳥繼續孵卵。一對椋鳥每年可以撫養多達三窩雛鳥，經常重複使用並重新襯裡同一巢穴， 雖然通常只有兩窩， 或者在北緯48°以北的地區只撫養一窩。
雛鳥出生時是瞎的且無羽毛。牠們在孵化後七天內長出輕薄的絨羽，九天內能夠看見。 與其他雀形目鳥類一樣，巢穴保持乾淨，雛鳥的糞囊由成鳥移除。 當雛鳥能夠調節體溫時（約孵化後六天）， 成鳥基本上會停止移除巢中的排泄物。在這之前，糞便會弄濕雛鳥的羽毛和巢穴材料，降低其作為絕緣體的效力，並增加孵化雛鳥受寒的風險。巢鳥會在巢中停留三週，期間由雙親持續餵食。雛鳥離巢後會繼續被雙親餵食一至兩週。兩個月內，大多數幼鳥會換羽並獲得第一套非繁殖羽。牠們在下一年獲得成鳥羽毛。
歐洲椋鳥的巢中常見同種寄生現象。在繁殖季節未配對的雌鳥（即「浮雌」）經常會在其他鳥對的巢中產卵。 也有報導指出，雛鳥會侵入自己或鄰居的巢穴並驅逐新的一窩雛鳥。 歐洲椋鳥巢中的成功離巢率為48%至79%，然而，只有20%的巢鳥能夠存活到達繁殖年齡；成鳥的生存率接近60%。歐洲椋鳥的平均壽命約為2到3年， 最長壽命記錄為22年零11個月。

## 捕食者與寄生蟲
大部分椋鳥的捕食者是鳥類。椋鳥群體的典型反應是起飛，經常形成高飛的波狀群體，飛行模式快速而敏捷，這種能力極少有猛禽能匹敵。 成年歐洲椋鳥會被鷹類捕食，如蒼鷹（Accipiter gentilis）和北雀鷹（Accipiter nisus）， 以及隼類，包括遊隼（Falco peregrinus）、燕隼（Falco subbuteo）和紅隼（Falco tinnunculus）。 速度較慢的猛禽，如黑鳶和紅鳶（Milvus migrans & milvus）、白肩鵰（Aquila heliaca）、歐亞鵟（Buteo buteo）和沼澤鷂（Circus approximans），則傾向於捕食更容易捕捉的離巢雛鳥或幼鳥。 在夜間成群棲息時，牠們容易受到貓頭鷹的威脅，包括縱紋腹小鴞（Athene noctua）、長耳鴞（Asio otus）、短耳鴞（Asio flammeus）、西倉鴞（Tyto alba）、灰林鴞（Strix aluco）和雕鴞（Bubo bubo）。
在北美洲，已知超過二十種鷹、貓頭鷹和隼會偶爾捕食椋鳥，雖然對成鳥的主要捕食者可能是生活在城市的遊隼或灰背隼（Falco columbarius）。家八哥（Acridotheres tristis）有時會趕走椋鳥蛋、巢鳥和成鳥， 而小蜜嚮導鳥（Indicator minor）這種巢寄生者則以歐洲椋鳥為宿主。 不過，椋鳥通常是驅趕其他鳥類的主犯，尤其是對其他椋鳥和啄木鳥。 能爬上鳥巢的哺乳動物，如小型鼬科（Mustela）物種、浣熊（Procyon lotor）和松鼠（Sciurus）物種也會入侵巢穴， 而貓則可能捕捉不警覺的椋鳥。
歐洲椋鳥是多種寄生蟲的宿主。一項針對美國六個州300隻歐洲椋鳥的調查發現，所有個體至少攜帶一種寄生蟲；99%有外部的跳蚤、蟎或蜱，且95%有內部寄生蟲，多為各種類型的蠕蟲。吸血的種類在宿主死亡後會離開，但其他外部寄生蟲則會留在屍體上。一隻喙變形的椋鳥被發現嚴重感染了毛蝨（Mallophaga）蝨，可能是由於其無法清除寄生蟲所致。

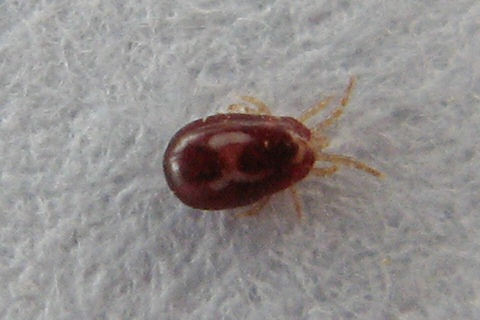
歐洲椋鳥的寄生蟲Dermanyssus gallinae

最常見的跳蚤是雞蚤（Ceratophyllus gallinae）。 一種小型、淡色的麻雀蚤C. fringillae偶爾也會出現，這種跳蚤可能來自其主要宿主佔領其他物種巢穴的習性。此跳蚤並未在美國出現，即便在麻雀上也沒有。蝨的種類包括Menacanthus eurystemus、Brueelia nebulosa和Stumidoecus sturni。其他節肢動物寄生蟲包括蜱Ixodes及蟎，如Analgopsis passerinus、Boydaia stumi、Dermanyssus gallinae、Ornithonyssus bursa、O. sylviarum、Proctophyllodes物種、Pteronyssoides truncatus和Trouessartia rosteri。 雞蟎D. gallinae本身則為掠食蟎Androlaelaps casalis所捕食。掠食蟎對寄生蟲數量的控制或許可以解釋為什麼鳥類願意重複使用舊巢。
寄生歐洲椋鳥的飛行昆蟲包括Omithomya nigricornis蝨蠅和腐生蠅Carnus hemapterus。後者會咬斷宿主的羽毛並以羽毛生長過程中的脂肪為食。 蛾類Hofmannophila pseudospretella的幼蟲為巢穴中的拾荒者，以動物排泄物或死亡的巢鳥為食。血液寄生蟲中的原生動物屬Haemoproteus已在歐洲椋鳥中被發現， 但更為人知的害蟲是鮮紅色的線蟲鵝口線蟲（Syngamus trachea），該蟲從肺部移至氣管，可能導致宿主窒息。在英國，禿鼻鴉和歐洲椋鳥是最常被此寄生蟲感染的野鳥。 其他記錄的內部寄生蟲包括棘頭蟲Prosthorhynchus transverses。
歐洲椋鳥可能感染副結核分枝桿菌引發的禽結核病，禽瘧疾和逆轉錄病毒誘發的淋巴瘤。 圈養的椋鳥常在肝臟中積累過多的鐵，這一情況可通過在食物中添加紅茶葉來預防。

## 分布與棲地
2004年估計全球歐洲椋鳥數量約為3.1億隻，佔據了總面積達8,870,000 km2（3,420,000 sq mi）的區域。 普遍分布於北半球，原產於歐亞大陸，可見於整個歐洲、北非（從摩洛哥至埃及）、印度（主要在北部，但經常延伸至南部，並延伸至馬爾地夫群島）、尼泊爾、包括以色列、敘利亞、伊朗、伊拉克等地的中東地區，以及中國西北部。

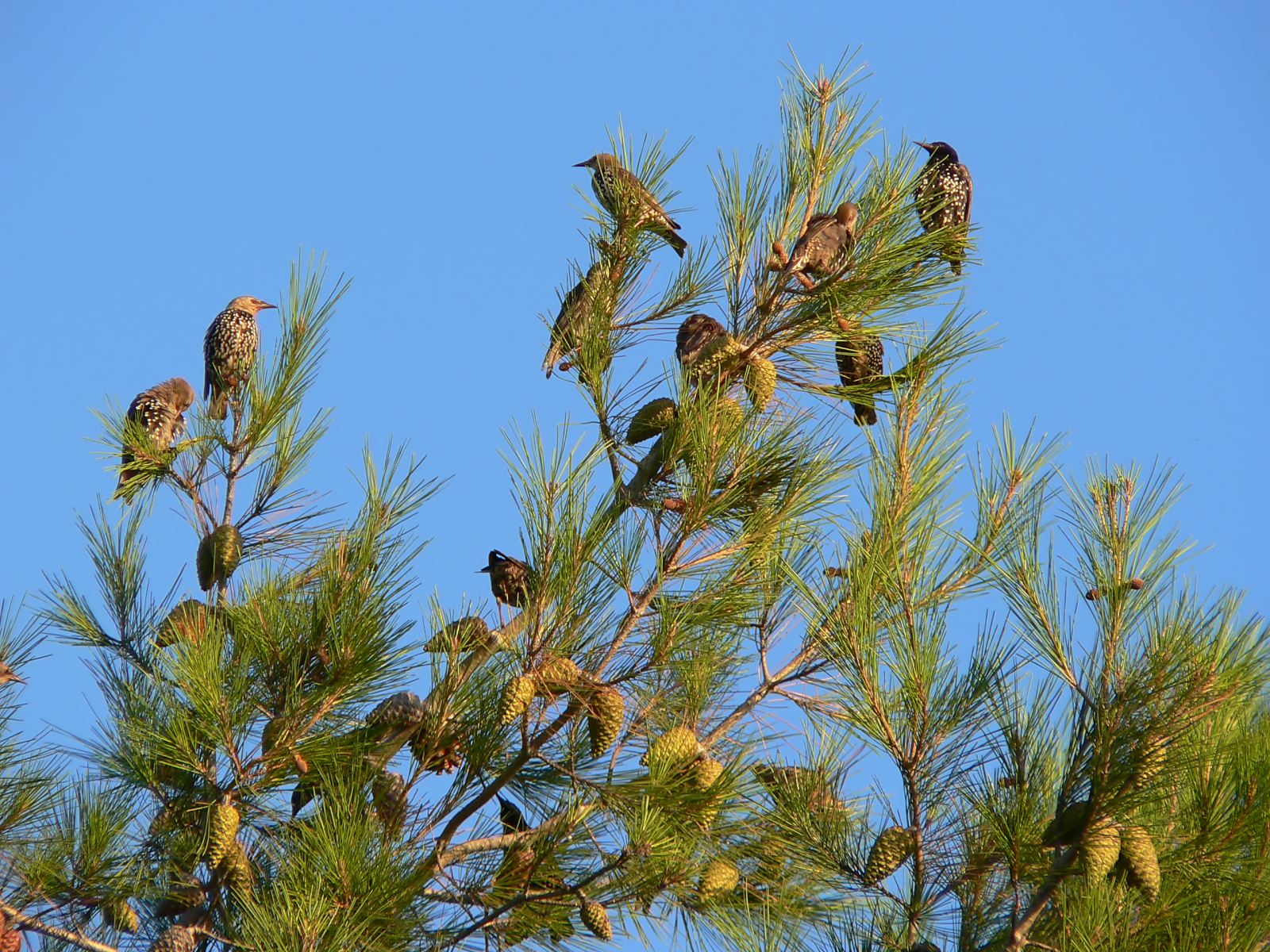
一群在遷徙途中休息於松樹上的椋鳥

在歐洲南部、西部以及北緯40°以南的歐洲椋鳥主要為留鳥， 但其他地區的族群會從冬季嚴酷、土壤凍結且食物稀少的地區遷徙。大量來自北歐、俄羅斯和烏克蘭的鳥群會向西南或東南遷徙。 秋季時，當來自東歐的移居者抵達英國時，許多英國的歐洲椋鳥則開始遷往伊比利亞半島和北非。其他鳥群橫越國家，不同鳥流的遷徙路徑可能會交錯。 在英格蘭默西賽德郡標記的15,000隻巢鳥中，隨後在不同時間於挪威、瑞典、芬蘭、俄羅斯、烏克蘭、波蘭、德國和低地國家發現了個體。 少量歐洲椋鳥曾在日本和香港偶爾觀察到，但這些鳥的來源尚不清楚。 在北美洲，北部族群已發展出遷徙模式，冬季時遷出大部分加拿大地區。 該地區東部的鳥群向南遷徙，而更西部的鳥則在美國西南部越冬。
歐洲椋鳥偏好城市或郊區，這些地方的人造建築和樹木提供了充足的巢穴和棲息場所。蘆葦叢也是牠們喜愛的棲地，而牠們通常會在如農田、牧場、運動場、高爾夫球場和機場等草地上覓食，因為短草使覓食更加方便。 偶爾也棲息於開闊的森林和林地，有時會出現在如澳大利亞的石南荒野等灌木區。歐洲椋鳥很少棲息於濃密、潮濕的森林（如雨林或潮濕的硬葉林），但會出現在海岸地區，牠們在懸崖上築巢和棲息，並在海藻中覓食。歐洲椋鳥適應多種棲地的能力，使其能夠擴散並在全球各地建立族群，從沿海濕地到高山氣候森林，從海崖到海拔1,900米（6,200英尺）的山區皆可見其身影。

### 引入的族群
歐洲椋鳥已被引入並成功在紐西蘭、澳大利亞、南非、北美洲、斐濟及一些加勒比海島嶼建立族群。因此，牠們也得以遷徙至泰國、東南亞和新幾內亞。

#### 南美洲
1949年11月，五隻隨船從英國來的個體在委內瑞拉的馬拉開波湖附近降落，但隨後消失。 1987年，在布宜諾斯艾利斯的花園中觀察到一小群歐洲椋鳥正在築巢。 自此以來，儘管最初曾試圖根除，該鳥的繁殖範圍仍以每年約7.5 km（4.7 mi）的速度擴展，並始終保持在距大西洋海岸30 km（19 mi）的範圍內。在阿根廷，該物種利用各種自然和人造巢穴，特別是啄木鳥洞。

#### 澳大利亞
歐洲椋鳥被引入澳大利亞以消滅農作物的害蟲。早期的定居者期待牠們的到來，認為歐洲椋鳥對主要農業作物亞麻的授粉也很重要。為新引入的椋鳥在農場和作物附近設置了巢箱。歐洲椋鳥於1857年被引入墨爾本，二十年後傳至雪梨。 到1880年代，由於適應委員會的努力，該鳥在澳大利亞東南部建立了族群。 到1920年代，歐洲椋鳥已廣泛分布於維多利亞州、昆士蘭和新南威爾士，但此時已被視為害鳥。 雖然1917年在西澳大利亞州的奧爾巴尼首次目擊歐洲椋鳥，但它們已大體上被阻止向該州擴散。廣大的乾旱納拉伯平原提供了天然屏障，並採取了控制措施，三十年間已消滅了5.5萬隻鳥。 歐洲椋鳥也已殖民袋鼠島、豪勳爵島、諾福克島和塔斯馬尼亞。

#### 紐西蘭
紐西蘭的早期定居者清理了叢林，隨後發現新種植的作物被成群的毛蟲和其他失去原有食物來源的昆蟲入侵。由於本地鳥類不習慣於人類附近生活，因此歐洲椋鳥與麻雀一同從歐洲引入，以控制這些害蟲。1862年，尼爾森適應委員會首次引入了椋鳥，隨後又進行了多次引入。這些鳥很快建立了族群，現今遍佈紐西蘭各地，包括北部的克馬德克群島和遠南的麥覺理島。

#### 北美洲

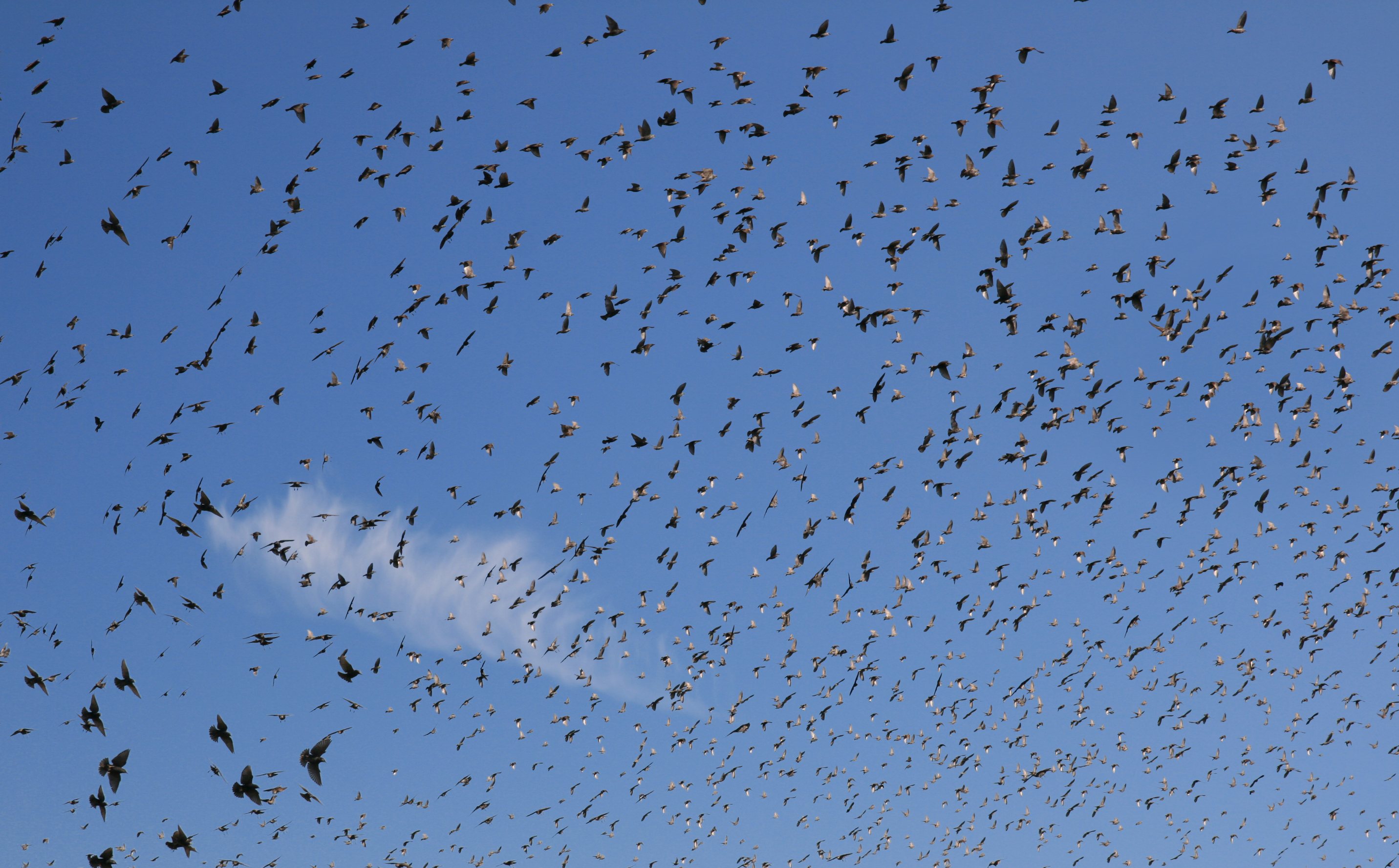
在加州納帕谷的群體

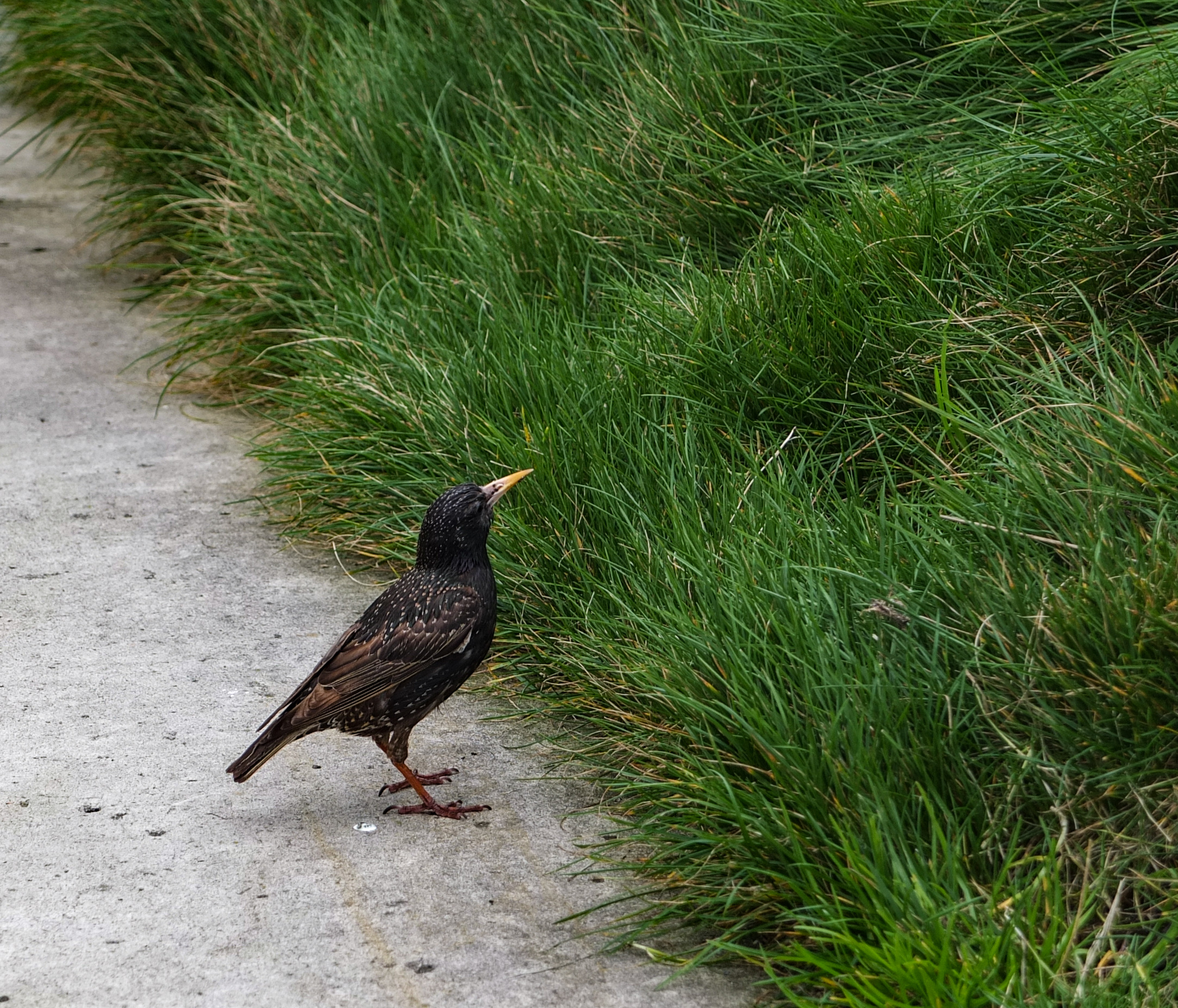
半月灣, 加州

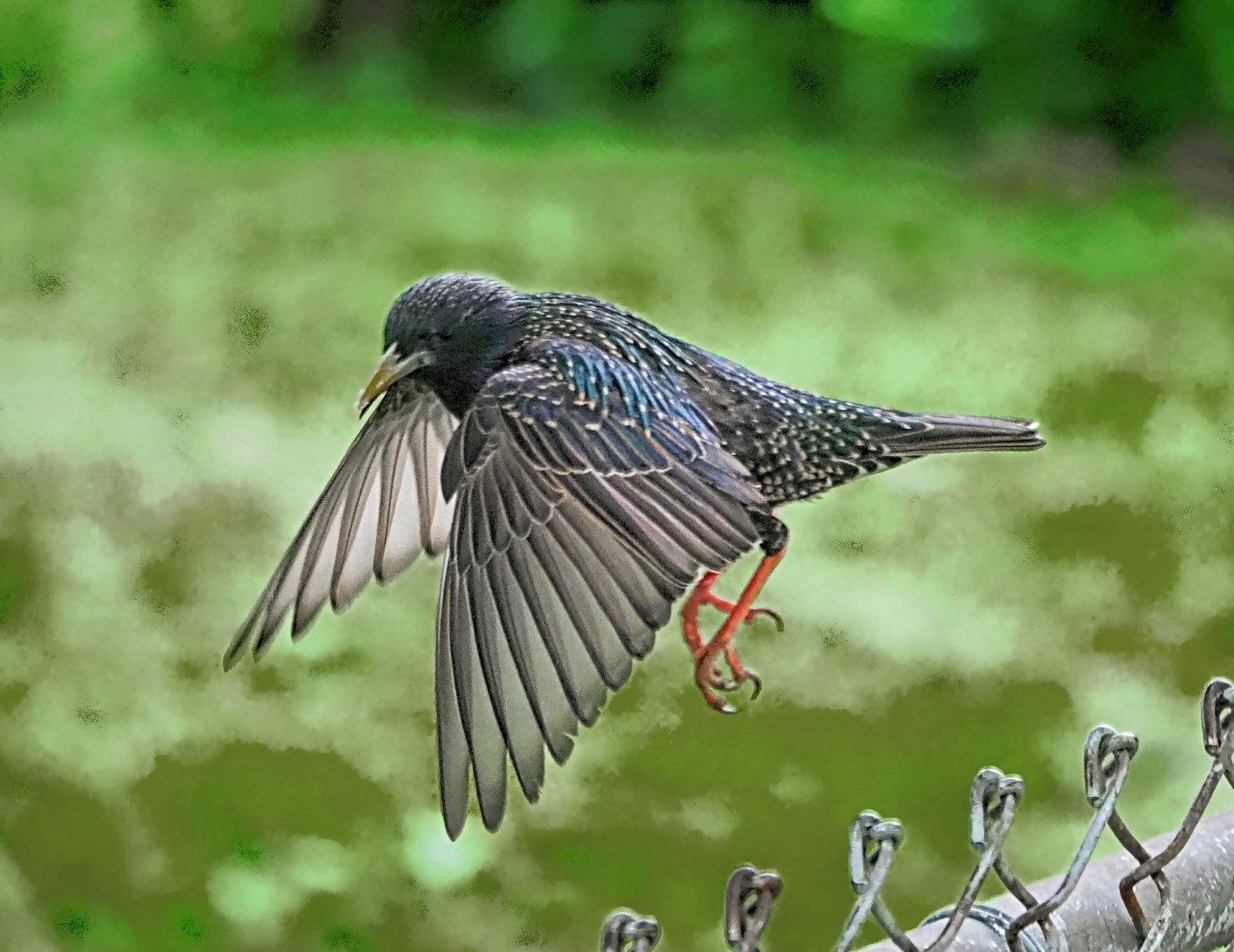
在飛行中的一隻歐洲椋鳥，位於密蘇里州聖路易斯郊區

各地適應委員會記錄中提到在1870年代有椋鳥被引入辛辛那提、魁北克和紐約的例子。 作為全國性引入活動的一部分，1890年約60隻歐洲椋鳥在美國適應委員會會長尤金·謝費林的引導下被放生於紐約的中央公園。據傳他曾試圖將威廉·莎士比亞作品中提到的所有鳥類引入北美， 但這一說法源於1948年博物學家埃德溫·韋·蒂爾的文章，其筆記顯示這可能僅為推測。 近乎同時，波特蘭鳴禽俱樂部在俄勒岡州波特蘭放生了35對歐洲椋鳥。 早期的引入在數年內即消失殆盡，但1890年紐約和波特蘭的引入活動被認為最成功。 估計這些椋鳥的數量已增至1.5億隻，範圍從加拿大南部和阿拉斯加延伸至中美洲。

#### 波利尼西亞
歐洲椋鳥於1925年抵達斐濟的奧諾勞島和瓦托阿島。牠們可能是從紐西蘭經由克馬德克群島的拉烏爾島殖民而來，在該群島上其數量豐富，而該地約位於紐西蘭和斐濟之間的中點。椋鳥在斐濟的擴展有限，且對其族群的存活能力存在疑慮。椋鳥大約在同一時期進入湯加，並在該地群島中緩慢向北擴散。

#### 南非
在南非，歐洲椋鳥由塞西爾·羅德斯於1897年引入。其擴散緩慢，到1954年時已達到西開普省的克蘭威廉和伊麗莎白港。目前在南開普地區很常見，向北延伸至約翰內斯堡一帶。牠們分布於南非的西開普省、東開普省和自由邦省及低地賴索托，在誇祖魯-納塔爾省、豪登省和納米比亞的奧蘭治蒙德附近偶有出現。在南部非洲，椋鳥的族群似乎為定居性，且與人類及人為生物群落關係密切。牠們偏愛灌溉地區，並不在土壤乾硬無法探查昆蟲的地區出現。椋鳥可能在巢穴中與本地鳥類競爭，但當地物種可能更受自然棲地破壞的影響，而非與椋鳥的競爭。繁殖季節從9月延續至12月，繁殖季結束後，牠們常成群結隊，並在蘆葦叢中棲息。歐洲椋鳥是城市和農業區域最常見的鳥種。

#### 西印度群島
1901年，聖克里斯多福島的居民向聚落秘書處請願，要求政府「資助引入椋鳥以消滅」蝗蟲爆發，因其對作物造成了巨大破壞。 1903年，歐洲椋鳥被引入牙買加，並從美國自然殖民到巴哈馬和古巴。 該鳥在牙買加、大巴哈馬島和比米尼相當常見，但在巴哈馬其他地區和古巴東部則較為罕見。

## 狀態
全球歐洲椋鳥的數量估計超過3.1億隻，並未顯著減少，因此該鳥被國際自然保護聯盟列為無危物種。 自19世紀至約1950至60年代，該鳥在全歐洲的數量顯著增加。約1830年，S. v. vulgaris在英國群島擴展了其分布範圍，延伸至愛爾蘭及蘇格蘭的某些地區，雖然S. v. zetlandicus早已存在於設德蘭群島和外赫布里底群島。歐洲椋鳥自1850年在瑞典北部繁殖，1935年起在冰島繁殖。其繁殖範圍透過法國南部擴展至西班牙東北部，並在義大利、奧地利及芬蘭等地出現其他擴張。 1960年椋鳥開始在伊比利亞繁殖，而無斑椋鳥自1950年代開始向北擴展。這兩個物種每年約以4.7 km（2.9 mi）的緩慢速率擴展，原因在於其對山地和森林地形的適應性較差。由於兩種相似物種在法國西南部和西班牙西北部的直接競爭，擴展速度進一步放緩。
自1980年代起，瑞典、芬蘭、俄羅斯北部（卡累利阿）和波羅的海國家的椋鳥數量大幅減少，北歐和中歐其他地區的數量也有所減少。 在這些地區，集約化農業對椋鳥族群產生不利影響，多國因其數量下降超過50%而將其列入紅色名錄。1966年至2004年間，英國的椋鳥數量減少超過80%；雖然某些地區（如北愛爾蘭）的數量穩定或略有增加，但其他地區，尤其是英格蘭，減少更為嚴重。總體下降似乎與幼鳥的低存活率有關，這可能是由農業方式的變化引起的。 北歐的集約農業方式使牧場和草地的棲地減少，並因此減少了巢鳥所需的草地無脊椎動物供應，影響其生存和繁殖。

## 與人類的關係

### 利益與問題

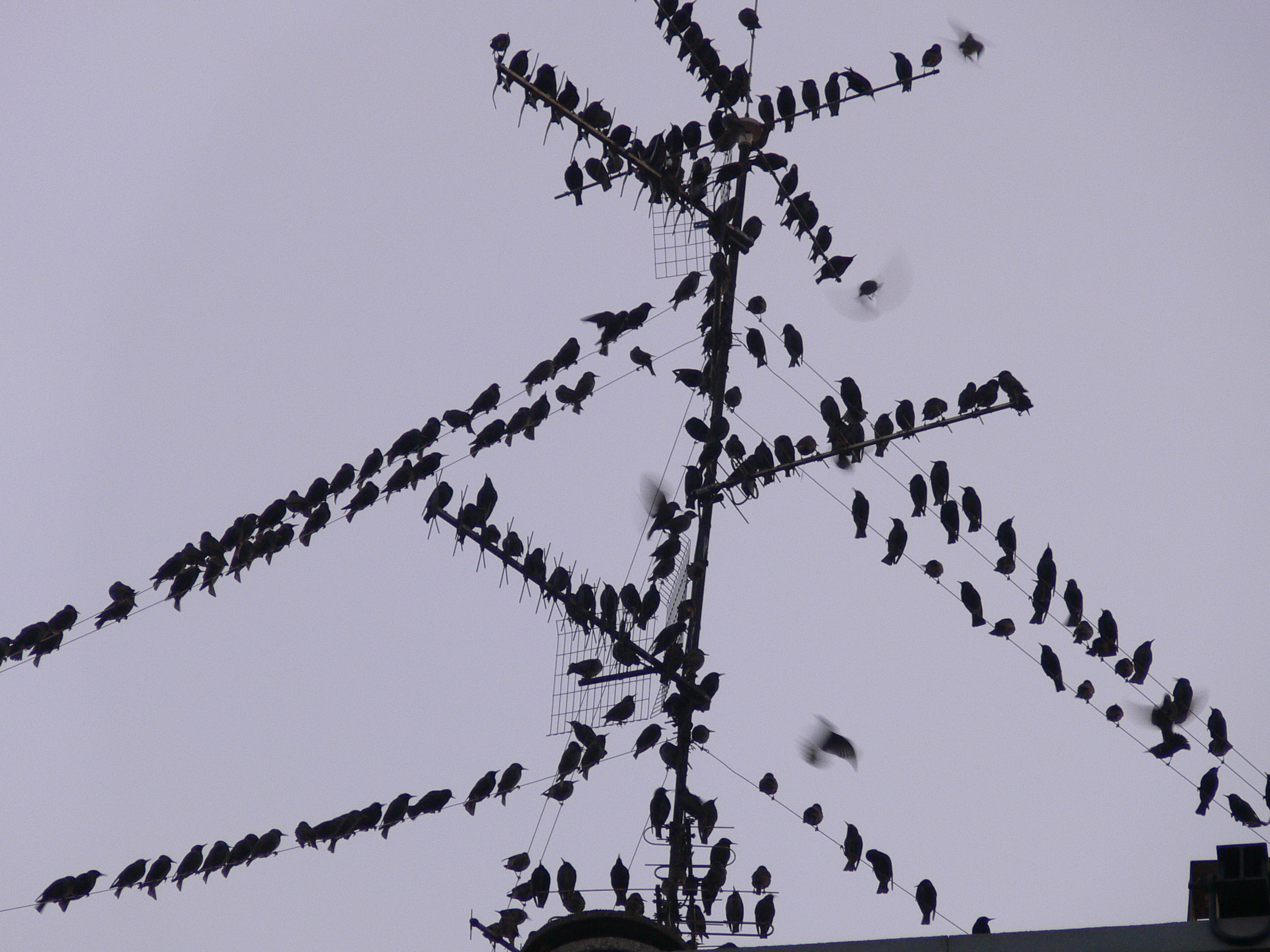
在法國聚集於電線上的椋鳥

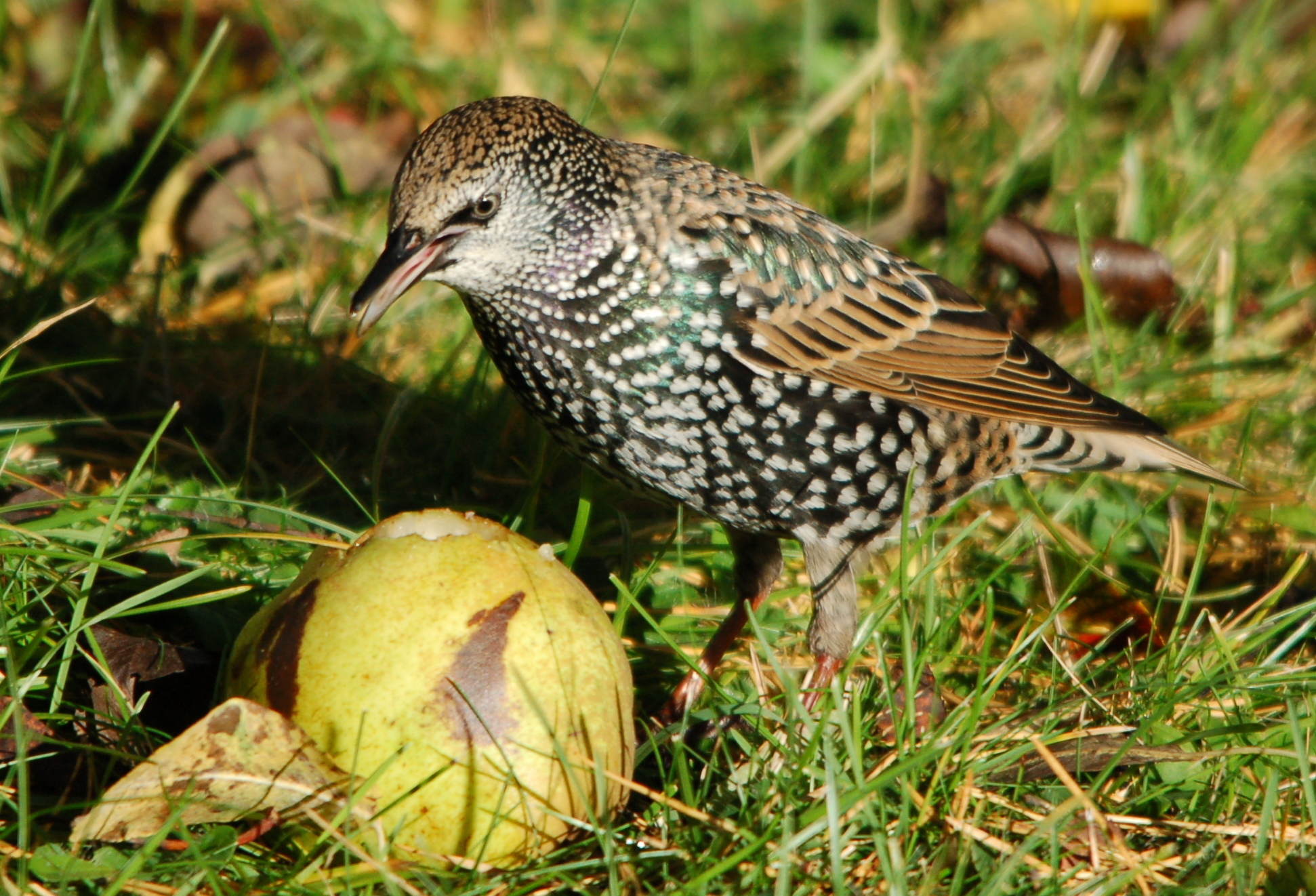
啄食一顆落地的蘋果

由於歐洲椋鳥會吃害蟲如叩頭蟲，因此在歐亞大陸北部被視為有益的，這也是將其引入其他地區的原因之一。在前蘇聯，為該鳥搭建了約2500萬個巢箱，並發現歐洲椋鳥在紐西蘭有效地控制了草地白蟲Costelytra zealandica。 歐洲椋鳥最初被引入澳大利亞也是因為巢箱的供應，有助於這種主要食蟲性鳥類成功繁殖。 即使在美國，這一被視為害鳥的物種也消耗了大量昆蟲，農業部亦承認這一點。
歐洲椋鳥被引入澳大利亞或北美等地後，由於缺少同屬其他物種，可能因巢洞競爭而影響本地物種。在北美，山雀、鳾、啄木鳥、紫崖燕和其他燕子可能受到影響。 在澳大利亞，對巢穴的競爭對手包括赤紅玫瑰鸚鵡和東玫瑰鸚鵡。 因對本地物種的衰退以及對農業的損害，歐洲椋鳥被列入IUCN的世界百大外來入侵種名單。
歐洲或歐洲椋鳥屬於棲地廣泛利用者，能夠利用多種棲地、巢位和食物來源。此外，牠們易於在人類周圍的低地生活，因此能比其他本地鳥類（尤其是啄木鳥）佔據優勢。 歐洲椋鳥被認為是侵略性的雜食性鳥類，採用一種打開喙隙探查的技術，這使其在與果食性鳥類的競爭中擁有進化優勢。 此外，椋鳥在築巢洞時也表現出攻擊性，經常會奪取巢位（如樹洞）並迅速用大量墊料填滿，而其他物種（如本地鸚鵡）則幾乎不使用墊料或只使用少量墊料。 作為穴居鳥，牠們在棲地和巢位競爭上能擊敗許多本地物種。
歐洲椋鳥會吃掉果園中的葡萄、桃子、橄欖、醋栗和番茄等果實，或掘起新播種的穀物和發芽的作物。 椋鳥也會吃動物飼料，並通過糞便散播種子。在澳大利亞東部，天門冬、黑莓和boneseed等雜草被認為是由歐洲椋鳥散播的。 在美國，農業損失估計每年達到8億美元。 在南非，椋鳥對農業的損害不如在美國嚴重。
歐洲椋鳥會利用農田、畜牧設施及其他與人類相關的食物和巢位來源。椋鳥經常以大群侵襲葡萄、橄欖和櫻桃等作物，在新播種的田地裡，牠們會拔起幼苗並食用種子。 在籠中試驗顯示，椋鳥每天攝食7—23 g（0.25—0.81 oz）動物食物和20—40 g（0.71—1.41 oz）植物食物，這表明椋鳥會消耗相當一部分作物。 1968年對葡萄的損害達到440萬美元，損失了近17%的作物。 歐洲椋鳥也常群聚於飼料槽中吃穀物，並將糞便污染提供給牲畜的食物和水源。例如，椋鳥會選擇性食用添加到牛飼料中的高蛋白補充劑。 1968年，冬季期間每千隻椋鳥的牛飼料消耗成本達到84美元，考慮到現今牛飼料成本的上漲，這一成本可能更高。 家麻雀（Passer domesticus）和歐洲椋鳥被認為是重要的農業害鳥，據估計兩者每年共造成10億美元的農作物損失。
大規模的鳥群也會造成問題。歐洲椋鳥可能被吸入飛機的噴氣發動機，1960年在波士頓發生的一起重大事故中，東方航空375號班機事故中62人死亡，因為渦輪螺旋槳客機撞上一群鳥後墜入溫思羅普港。 歐洲椋鳥的大型棲息群體對飛機構成安全威脅，主要包括阻塞引擎導致飛機失速下墜。 在1990年至2001年間，報告了852起因椋鳥和黑鳥引起的航空危險事故，其中39起造成重大損失，總損失達160萬美元。
椋鳥糞便中可能含有組織胞漿菌（Histoplasma capsulatum），這是引發人類組織胞漿菌病的病原體。在棲地，這種真菌在堆積的糞便中茁壯生長。 還有其他一些傳染病可能由歐洲椋鳥傳播給人類， 雖然鳥類傳播感染的潛力可能被誇大了。 椋鳥對牲畜的疾病傳播也是一個關注重點，這可能比對人類的食物消耗或疾病傳播更為重要。2014年在內布拉斯加州的一家製造廠中，組織胞漿菌的傳播導致1萬頭豬死亡，損失達100萬美元。

### 控制
由於椋鳥對作物生產的影響，人們曾試圖控制本地和引入的歐洲椋鳥族群數量。在其自然繁殖範圍內，控制可能受立法影響。例如，在西班牙，椋鳥作為食材被商業獵捕，並設有禁獵季；而在法國，牠被歸為害鳥，且可被捕殺的時間涵蓋了全年大部分時間。在英國，椋鳥受《1981年野生動物與鄉村法案》保護，該法令規定「故意殺害、傷害或捕捉椋鳥，或破壞活巢或其內容物」屬於違法行為。北愛爾蘭的《野生動物法令》則允許授權人員在一般許可下「控制椋鳥以防止對農業造成嚴重損害，或維護公共衛生與安全」。 椋鳥為遷徙性鳥類，因此參與控制措施的鳥可能來自廣大區域，繁殖族群可能不會受到顯著影響。在歐洲，由於法規和流動性高的族群特性，控制措施的長期效果有限。 非致命手段如視覺或聽覺驅鳥裝置，效果也僅為暫時性。
城市中的巨大棲息群體會因其製造的噪音、髒亂和糞便氣味而造成問題。1949年，數百隻椋鳥降落於倫敦大笨鐘的指針上，導致時鐘停止。人們曾嘗試使用網罩、棲架上的驅鳥化學物質以及播放椋鳥警告聲來干擾棲息，但均未成功。1954年一整集《傻瓜秀》節目即是對干預倫敦市中心大椋鳥棲息群的徒勞努力的諷刺。

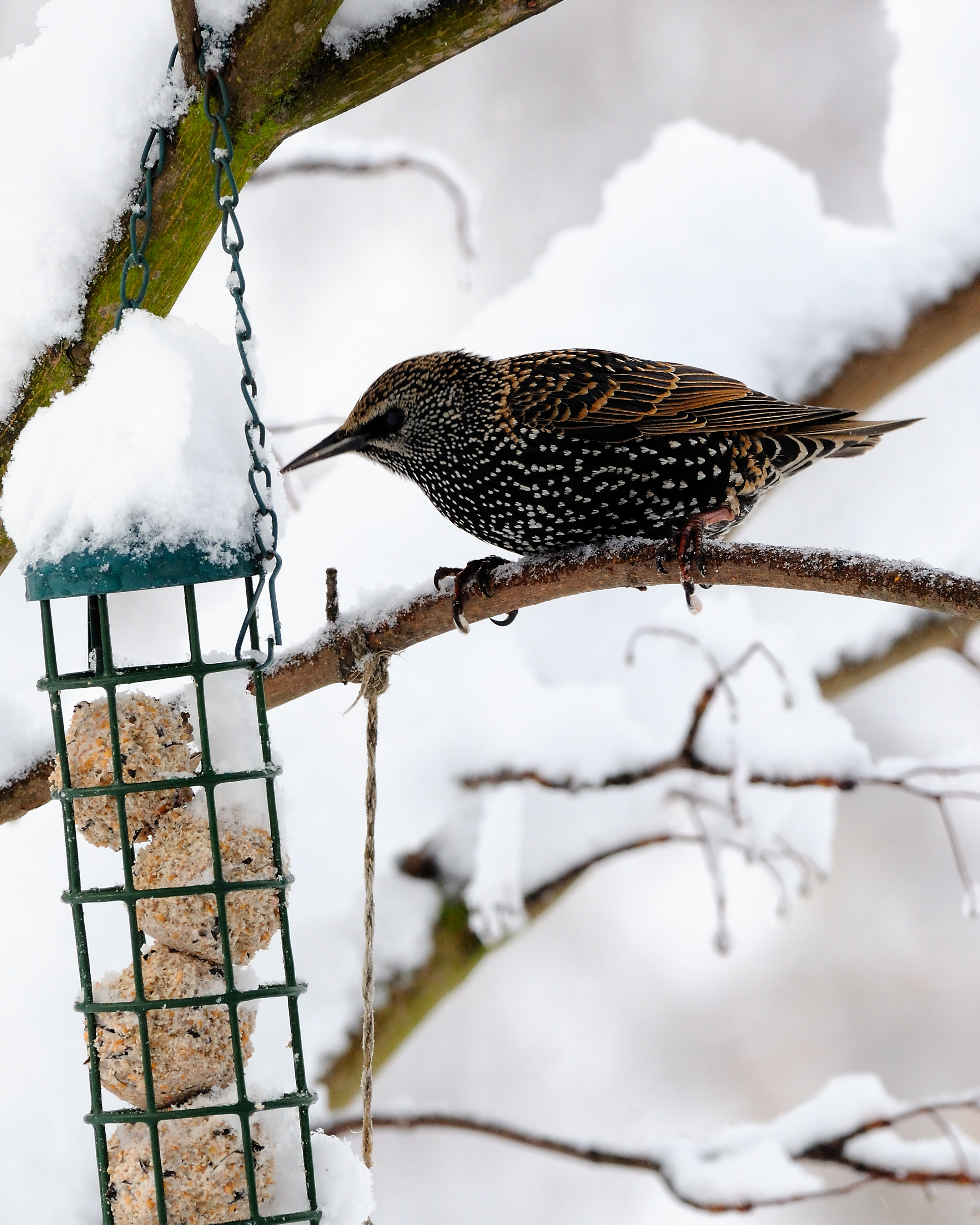
訪問鳥食器的椋鳥。成鳥在冬季擁有黑色喙。

在椋鳥引入地區，牠不受法律保護，可能會啟動大規模控制計劃。可透過限制巢箱入口小於椋鳥所需的1.5英寸（38 mm）直徑來防止其使用巢箱，且移除棲架可減少其光顧鳥食器。
西澳大利亞自1895年起禁止椋鳥進口。從東部來的新鳥群會被例行射殺，而較不警惕的幼鳥則會被捕捉或用網捕捉。 新方法不斷開發，例如給一隻鳥做標記並追踪其返回棲地，以確定群體其他成員的棲息位置。 另一技術是分析澳洲歐洲椋鳥的DNA，以追踪其從東澳遷徙至西澳的路徑，以便制定更好的預防策略。 到2009年，西澳僅剩約300隻歐洲椋鳥，該州在當年額外撥款40萬澳元以繼續撲殺計劃。
在美國，歐洲椋鳥不受《候鳥保護法》保護，該法禁止捕捉或殺害候鳥。 移除椋鳥巢穴及蛋、或殺害幼鳥及成鳥均無需許可證。 1966年開始研究合適的滅鳥劑，即能殺死歐洲椋鳥且被其輕易取食，對哺乳動物毒性低，且不會因寵物吃了死鳥而導致其死亡。最符合這些標準的化學品為DRC-1339，現已上市名為Starlicide。 2008年，美國政府毒殺、射殺或捕捉了170萬隻椋鳥，為撲殺數量最多的害鳥。 2005年，美國椋鳥數量估計達1.4億隻， 佔全球3.1億隻的約45%。
椋鳥對飼養場的損害依賴於牲畜數量，尤其偏好畜養量大的地區。 椋鳥也偏好非整顆玉米而較小的飼料，在小型飼料區域造成更大損害。 牠們的食物選擇亦基於飼料成分。 一項提出的解決方案是使用不受椋鳥偏好的飼料，或依賴較大顆的飼料。 另一個緩解方案是確保牲畜飼養區不靠近彼此或椋鳥棲地。 氣候條件也影響椋鳥是否光顧飼養場，較冷的天氣或雪後來訪的機率較高。
在農業區管理椋鳥族群的替代方法包括使用Starlicide。這種滅鳥劑已被發現能減少Salmonella enterica及其他在牲畜中發現的疾病的傳播。 雖然這並不能完全消除疾病的傳入，但已證實椋鳥是其中的傳播來源之一，椋鳥控制是一項成功的緩解策略。

### 科學與文化中的椋鳥

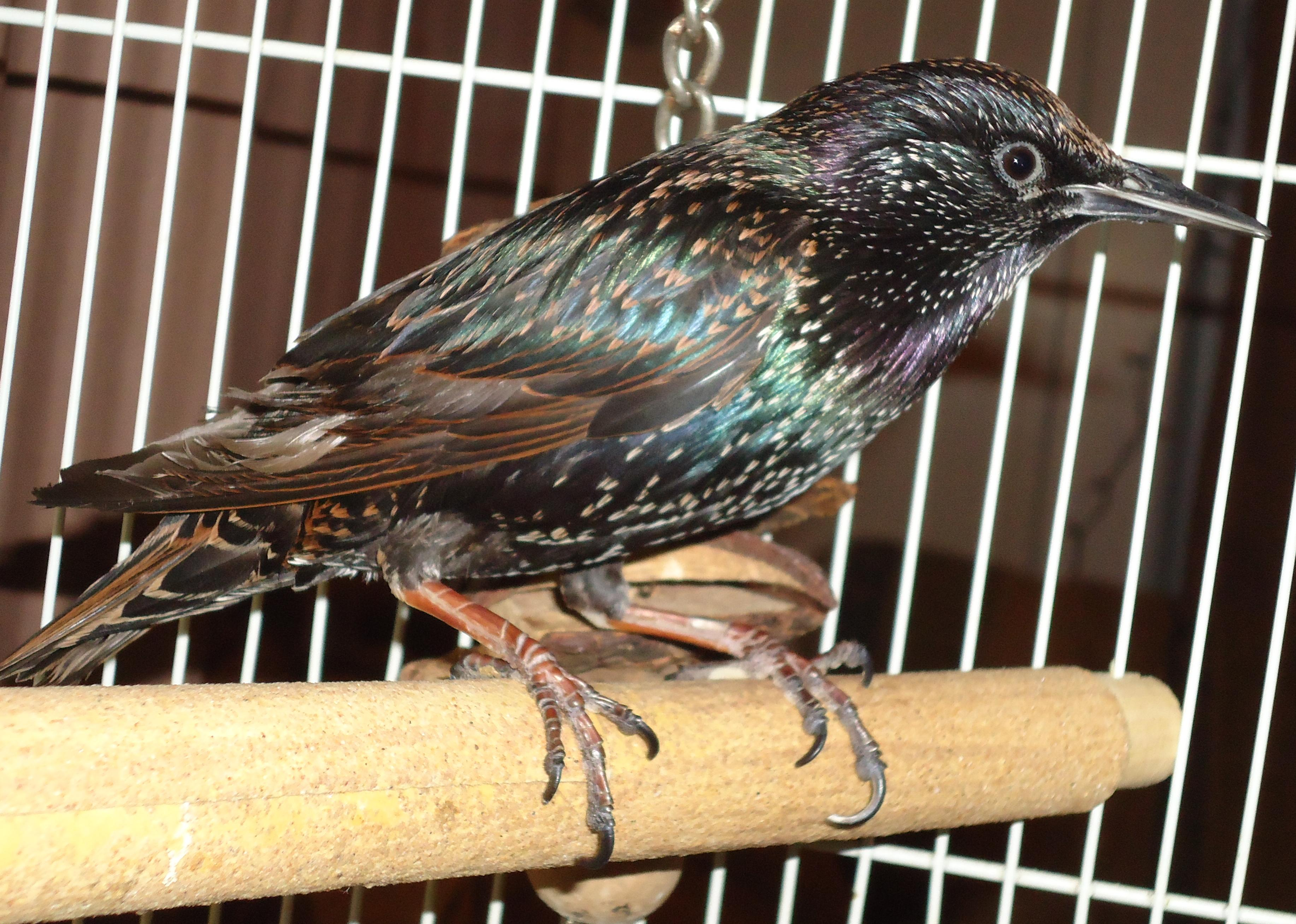
籠中的寵物

歐洲椋鳥可作為寵物或實驗動物飼養。奧地利的動物行為學家康拉德·勞倫茲在其著作《所羅門王之戒》中描述了椋鳥，稱其為「窮人的狗」及「一個可以去愛的東西」， 因為從野外取得巢中的幼鳥很容易，並且經過細心人工飼養後，其照料並不困難。 椋鳥在籠中適應良好，並能以標準鳥食和黃粉蟲為食。多隻鳥可共住一籠，牠們好奇的天性使其易於訓練或觀察。唯一的缺點是牠們混亂且無選擇性的排便習慣，以及需採取防範措施以避免傳染給人類的疾病。作為實驗室鳥類，歐洲椋鳥在數量上僅次於家鴿。
歐洲椋鳥的模仿能力早已廣受認可。根據中世紀威爾士傳說，布蘭雯馴服了一隻椋鳥，「教牠學會說話」，並讓其帶著訊息橫渡愛爾蘭海傳給她的兄弟祝福者布蘭和馬納維丹，他們隨後從威爾士航行至愛爾蘭救出她。老普林尼稱椋鳥可以被教導說出完整的拉丁語和希臘語句子，而在《亨利四世》中，莎士比亞讓霍特斯普宣稱「國王禁止我談及莫蒂默，但我要找他，在他睡著時對著他耳朵大喊‘莫蒂默！’我還會養一隻學會只會說莫蒂默的椋鳥，把牠給國王，讓他怒火不滅。」

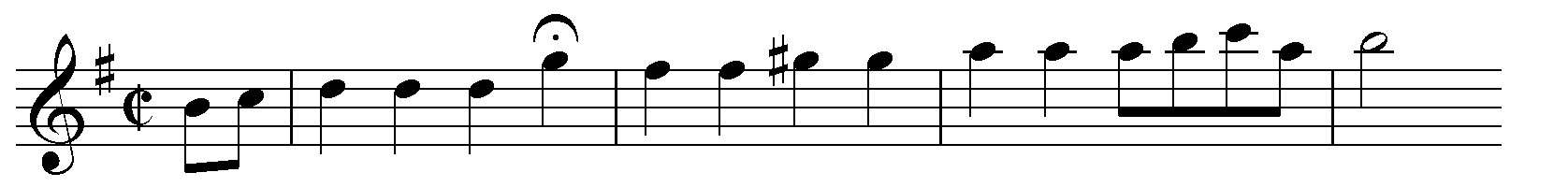
莫札特的「椋鳥之歌」

莫札特養過一隻歐洲椋鳥作為寵物，該鳥能唱出他G大調第17號鋼琴協奏曲（KV. 453）中的片段。 他在商店中聽到這隻鳥唱出自己六週前所寫的旋律後便購買了牠，而這段旋律當時尚未公開演出。他對這隻鳥產生深厚感情，當牠三年後死去時還為牠舉辦了隆重的葬禮。據說他的《音樂玩笑》（K. 522）可能模仿了椋鳥滑稽且隨意的發聲風格。 其他飼養過歐洲椋鳥的人表示，椋鳥能輕易學會各種詞語和表達，但對椋鳥來說，這些詞語毫無意義，因此牠們經常隨意使用詞語或在看似不合適的場合中唱出。 椋鳥的模仿能力之強，以至於有陌生人曾四處尋找他們以為聽到說話的人。
在一些阿拉伯國家，歐洲椋鳥會被捕捉作為食物。 其肉質偏硬且品質不高，因此通常燉煮或製作成肉醬。有食譜指出，應將肉「燉至軟爛，無論這需要多長時間」。即便妥善烹製後，其味道也可能被視為一種「後天習得」的口味。

## 亚种
- 紫翅椋鸟北疆亚种（学名：[Sturnus vulgaris poltaratskyi] 错误：{{Lang}}：文本有斜体标记（帮助））。分布於尼泊尔、印度以及中国大陆的新疆等地。该物种的模式产地在阿尔泰。[147]
- 紫翅椋鸟西疆亚种（学名：[Sturnus vulgaris porphyronotus] 错误：{{Lang}}：文本有斜体标记（帮助））。分布於伊朗、印度以及中国大陆的新疆、青海、甘肃、宁夏、西藏、河北、山东、福建、广东、云南等地。该物种的模式产地在新疆莎车。[148]

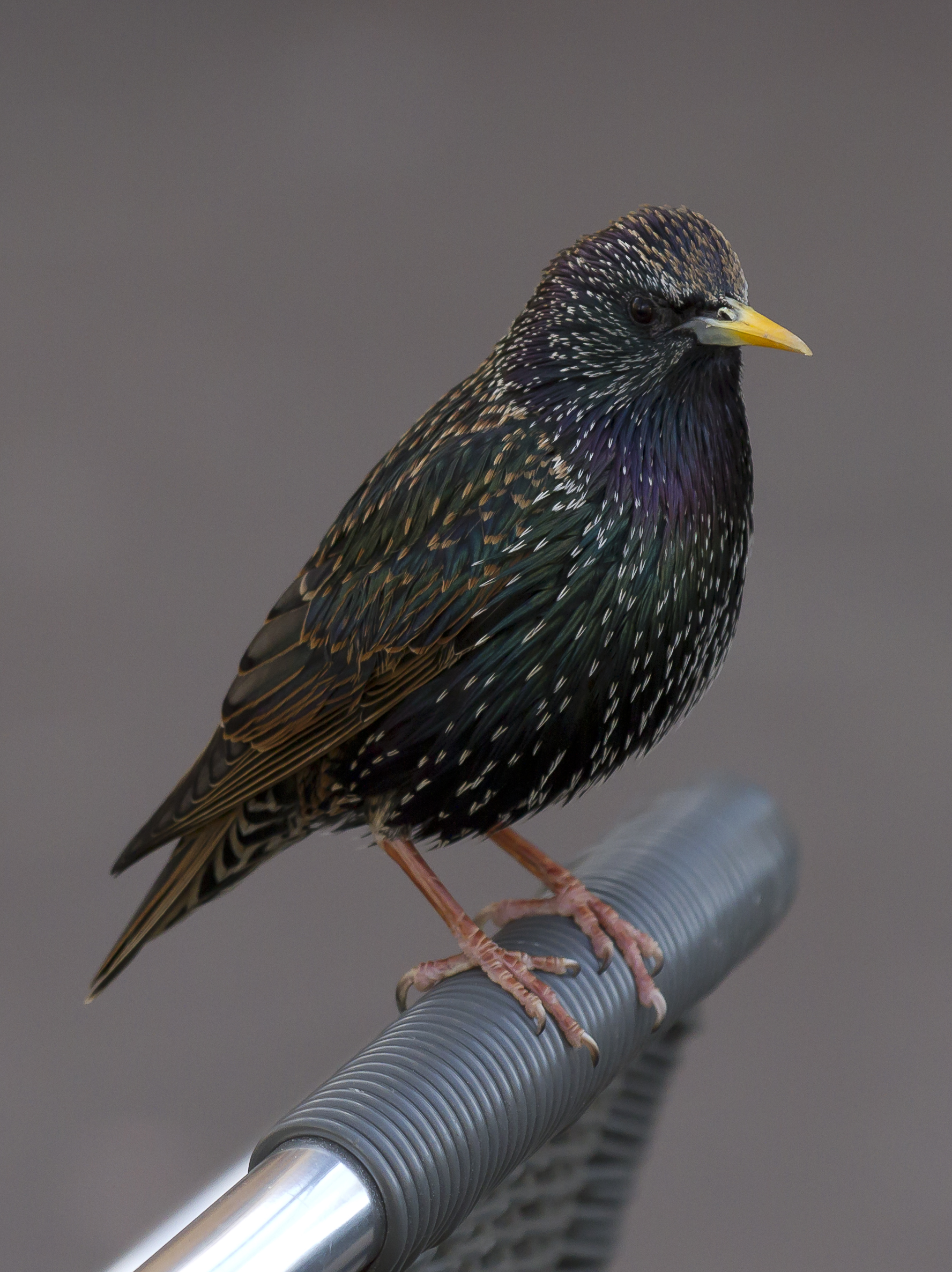
圖盧茲, 法國